# 恐竜の一覧

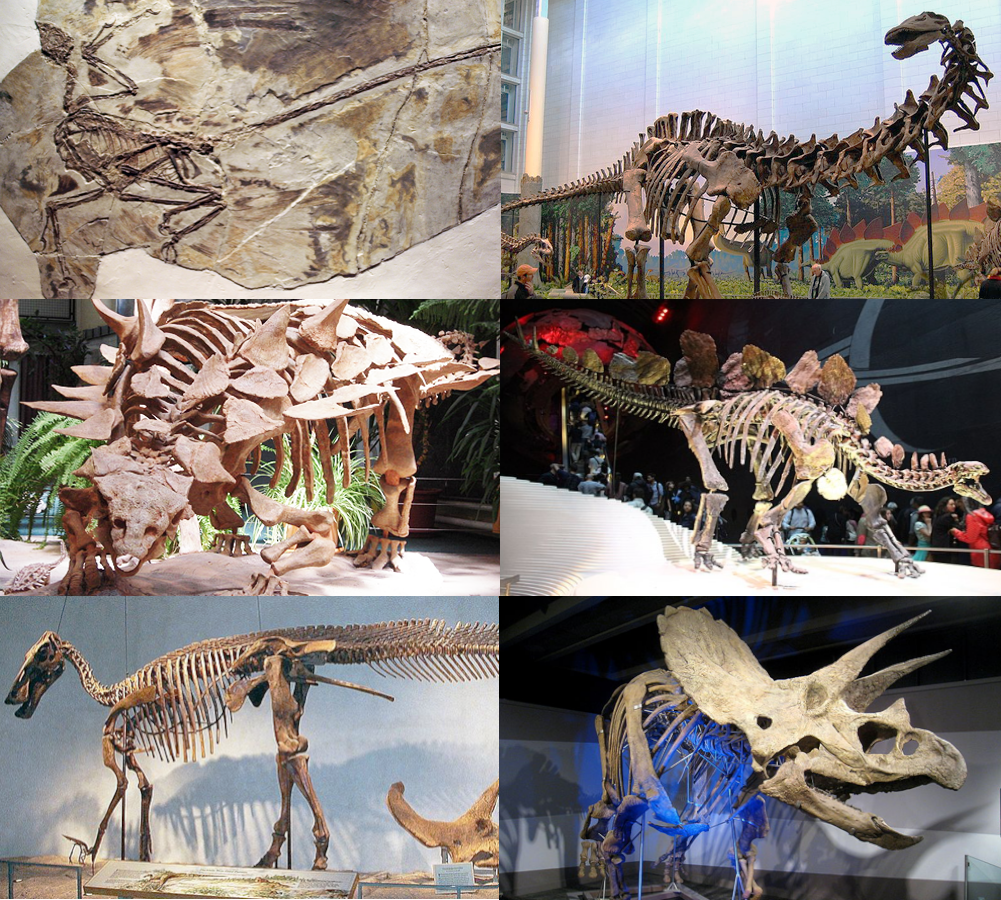
さまざまな恐竜

恐竜の一覧（きょうりゅうのいちらん）は、恐竜の属の一覧である。学術用語の恐竜上目から鳥類を除いたものである、日常語レベルでの意味で恐竜とされる属の包括的な一覧である。一般的に恐竜として認められている属の他、今日では不正当な疑わしい名前（疑問名）と考えられているものや、公式な発表が行われていない名前（裸名）、より確実な名前に対する新参異名、もはや恐竜の属とは考えられていないもの、卵属も含まれているが、すべての属がこの一覧に載っているというわけであない。再分類の結果、鳥類、ワニ類などの他の爬虫類、さらには化石植物とされたものもある。一般用語としてしばしば「恐竜」と混同されることのあるそれ以外の絶滅爬虫類（魚竜、首長竜、翼竜など）については化石爬虫類の一覧を参照。

## 用語と表記の注意
命名の規則と用語は国際動物命名規約（ICZN）に従った。以下の専門用語が含まれる
- 新参異名（Junior synonym）：既に命名が行われている分類群にたいして新たに記載された名前。二つ以上の属が公式に選定され、後で同じ属のタイプ標本が指定された場合、最初に発表された（年代順に）ものが古参異名（senior synonym）となり、他はすべては新参異名とされる。ICZNが特別に決定した場合を除き（ティラノサウルスを参照）古参異名が使用され、新参異名は反対があった場合でも使用できない。新参異名は同じタイプ標本に基づいて記載された場合で無い限り、主観に基づくものである。一覧内では→で古参異名へ誘導している。
- 裸名（Nomen nudum）：印刷物で発表されているもののICZNに準拠した公式の発表が行われていない名前。裸名は不正当な名前であり、正式な属名のようにイタリック体では書かれない。後に正式な発表が行われた場合はもはや裸名ではなく、この一覧でもイタリックにされる。しばしば裸名と同じ標本が別の名前で公式に記載されることがある。一覧中では「」表記で示している。
- 遺失名（Nomen oblitum）：最初に提案されてから50年以上科学界で使用されていない名前。
- Preoccupied name（先取された名前）: 公式に発表されたものの、既にほかの分類群に使用されていた名前。この2次使用（および全ての後続の使用）は不正当であり、改名されなければならない。
- 疑問名（Nomen dubium）：記載されている化石が独自の識別可能な特徴を持たない名前。非常に主観的で物議をかもす指定であり（ハドロサウルスを参照）、この一覧では特に表記はしない（疑問名か否かは各属のページを参照）
- 新参異名の他に日本語版独自の理由で日本語の音声転写での別名が存在する場合も→で一般的な日本名に誘導している。

以下、「日本名（学名）」-「生息年代」、「主な産出国」、「大まかな分類」、「その他備考（必要時）」の順で表記している
| 目次 | 目次 | 目次 | 目次 | 目次 | 目次 | 目次 | 目次 | 目次 | 目次 | 目次 |
| ---- | ---- | ---- | ---- | ---- | ---- | ---- | ---- | ---- | ---- | ---- |
| わ   | ら   | や   | ま   | は   |      | な   | た   | さ   | か   | あ   |
|      | り   |      | み   | ひ   |      | に   | ち   | し   | き   | い   |
| を   | る   | ゆ   | む   | ふ   |      | ぬ   | つ   | す   | く   | う   |
|      | れ   |      | め   | へ   |      | ね   | て   | せ   | け   | え   |
| ん   | ろ   | よ   | も   | ほ   |      | の   | と   | そ   | こ   | お   |

## あ
- アーカンサウルス→アルカンサウルス
- アーケオケラトプス（Archaeoceratops）-白亜紀、中国、角竜類[1]
- アーケオプテリクス（Archaeopteryx）-ジュラ紀、ドイツ、獣脚類[2]
- アーケオラプトル→ミクロラプトル
- アーケオルニトミムス（Archaeornithomimus）-白亜紀、中国、獣脚類[3]
- アーケノサウルス（Aachenosaurus）-白亜紀、ドイツ、鳥脚類と見られたが実は珪化木
- アーシスレペルタ（英語版）（Ahshislepelta）-白亜紀、アメリカ、曲竜類[4]
- アールドニクス（英語版）（Aardonyx）-ジュラ紀、南アフリカ、竜脚形類[5]
- アイカケラトプス(Ajkaceratops)-白亜紀、ハンガリー、角竜類
- アヴァケラトプス（Avaceratops）-白亜紀、アメリカ、角竜類
- アヴァロニア→カメロッティア（英語版）
- アヴィアティラニス（Aviartrannis）-ジュラ紀、ポルトガル、獣脚類[6]
- アヴィサウルス（Avisaurus）-白亜紀、アメリカ、鳥類
- アヴィペス（Avipes）-三畳紀、ドイツ、かつて獣脚類とされたが現在では所属不明の主竜類とされる
- アヴィミムス（Avimimus）-白亜紀、中国、獣脚類[7]
- アウストラロヴェナトル（Australovenator）-白亜紀、オーストラリア、獣脚類[8]
- アウストラロティタン （Australotitan）-白亜紀、オーストラリア、竜脚類
- アウカサウルス（Aucasaurus）-白亜紀、アルゼンチン、獣脚類[9]
- アウグスティノロフス（英語版）（Augustynolophus）-白亜紀、アメリカ、鳥脚類[10]
- アウストラロドクス（Australodocus）-ジュラ紀、タンザニア、竜脚類[11]
- アウストロケイルス（英語版）（Austrocheirus）-白亜紀、アルゼンチン、獣脚類[12]
- アウストロサウルス（Austrosaurus）-白亜紀、オーストラリア、竜脚類[13]
- アウストロラプトル（Austroraptor）-白亜紀、アルゼンチン、獣脚類[12]
- アウブリソドン（Aublysodon）-白亜紀、アメリカ・カナダ・中国、獣脚類
- アウロラケラトプス（Auroraceratops）-白亜紀、中国、角竜類[14]
- アウロルニス（Aurornis）-ジュラ紀、中国、獣脚類（鳥群）[2]
- アエオロサウルス（Aeolosaurus）-白亜紀、アルゼンチン、竜脚類[15]
- アエギプトサウルス（Aegyptosaurus）-白亜紀、ニジェール・エジプト、竜脚類[16]
- アエトニクス（Aetonyx）→マッソスポンディルス
- アエピサウルス（Aepisaurus）-白亜紀、フランス、竜脚類
- アエロステオン（Aerosteon）-白亜紀、アルゼンチン、獣脚類[17]
- アオニラプトル（Aoniraptor）-白亜紀、アルゼンチン、獣脚類
- アオルン（Aorun）-ジュラ紀、中国、獣脚類[18]
- アガタウマス（Agathaumas）-白亜紀、アメリカ、角竜類
- アカイナケファルス（Akainacephalus）-白亜紀、アメリカ、曲竜類
- アカントフォリス（Acanthopholis）-白亜紀、イギリス、曲竜類
- アギリサウルス（Agilisaurus）-ジュラ紀、中国、鳥脚類
- アキレサウルス（Achillesaurus）-白亜紀、アルゼンチン、獣脚類
- アキロバトル（Achillobator）-白亜紀、モンゴル、獣脚類[19]
- アクイロプス（Aquilops）-白亜紀、アメリカ、角竜類[1]
- アグジャケラトプス（Agujaceratops）-白亜紀、アメリカ、角竜類[20]
- アグスティニア（Agustinia）-白亜紀、アルゼンチン、竜脚類[21]
- アグハケラトプス→アグジャケラトプス
- アクリスタヴス（Acristavus）-白亜紀、アメリカ、鳥脚類[22]
- アクロカントサウルス（Acrocanthosaurus）-白亜紀、アメリカ、獣脚類[23]
- アクロカントゥス（"Acracanthus"）→アクロカントサウルス
- アグロサウルス（Agrosaurus）-三畳紀、イギリス、竜脚類[24]
- アクロトルス（Acrotholus）-白亜紀、カナダ、堅頭竜類
- アケロウサウルス（Achelousaurus）-白亜紀、アメリカ、角竜類[25]
- アケロウラプトル（英語版）（Acheroraptor）-白亜紀、アメリカ[26]、獣脚類
- アジアケラトプス（Asiaceratops）-白亜紀、ウズベキスタン、角竜類
- アジアトサウルス（Asiatosaurus）-白亜紀、モンゴル・中国、竜脚類
- アジリサウルス→アギリサウルス
- アジャンキンゲニア（Ajancingenia）-白亜紀、モンゴル、獣脚類[27]→今現在はヘユアンニアの一種とされている。
- アシロサウルス（Asylosaurus）-三畳紀、イギリス、竜脚形類[28]
- アストロドン（Astrodon）-白亜紀、アメリカ、竜脚形類
- アストロフォカウディア（英語版）（Astrophocaudia）-白亜紀、アメリカ、竜脚形類[29]
- アゼンドーサウルス（英語版）（Azendohsaurus）-三畳紀、モロッコ、古竜脚類
- アタカマティタン（英語版）（Atacamatitan）-白亜紀、チリ、竜脚類[29]
- アダサウルス（Adasaurus）-白亜紀、モンゴル、獣脚類[30]
- アダマンティサウルス（英語版）（Adamantisaurus）-白亜紀、ブラジル、竜脚類[15]
- アツィンガノサウルス（英語版）（Atsinganosaurus）-白亜紀、フランス、竜脚類[31]
- アデオパッポサウルス（英語版）（Adeopapposaurus）-ジュラ紀、アルゼンチン、竜脚形類[32]
- アトラサウルス（Atlasaurus）-ジュラ紀、モロッコ、竜脚類[33]
- アトラスコプコサウルス（Atlascopcosaurus）-白亜紀、オーストラリア、鳥脚類
- アドラティクリット（Adratiklit）-白亜紀、モロッコ、剣竜類[34]
- アトラントサウルス（Atlantosaurus）-ジュラ紀、アメリカ、竜脚類
- アトロキラプトル（Atrociraptor）-白亜紀、カナダ、獣脚類[31]
- アナサジサウルス（Anasazisaurus）-白亜紀、アメリカ、鳥脚類[35]
- アナトサウルス（Anatosaurus）→エドモントサウルス
- アナトティタン（Anatotitan）→エドモントサウルスの一種Edmontosaurus annectensと同一種と判明
- アナビセティア（Anabisetia）-白亜紀、アルゼンチン、鳥脚類[36]
- アナマンタルクス→アニマンタルクス
- アニクソサウルス（Aniksosaurus）-白亜紀、アルゼンチン、獣脚類[37]
- アニマンタルクス（Animantarx）-白亜紀、アメリカ、曲竜類[38]
- アノドントサウルス（Anodontosaurus）-白亜紀、カナダ、曲竜類
- アノプロサウルス（Anoplosaurus）-白亜紀、イギリス、曲竜類
- アバヴォルニス（Abavornis）-白亜紀、ウズベキスタン、鳥類
- アパトサウルス（Apatosaurus）-ジュラ紀、アメリカ、竜脚類[39]
- アパトドン（Apatodon）-ジュラ紀、アメリカ、獣脚類
- アパラチオサウルス（Appalachiosaurus）-白亜紀、アメリカ、獣脚類[40]
- アビアティラニス (Aviatyrannis) -ジュラ紀、ポルトガル、獣脚類
- アビドサウルス（Abydosaurus）-白亜紀、アメリカ、竜脚類[41]
- アビミムス→アヴィミムス
- アフヴァイトゥム（Ahvaytum）-アメリカ、三畳紀、竜盤類[42]
- アブリクトサウルス（Abrictosaurus）-ジュラ紀、南アフリカ、鳥脚類[43]
- アブロサウルス（Abrosaurus）-ジュラ紀、中国、竜脚類[33]
- アフロベナトル（Afrovenator） -白亜紀、ニジェール、獣脚類[44]
- アベリサウルス（Abelisaurus）-白亜紀、アルゼンチン、獣脚類[45]
- アマゾンサウルス（Amazonsaurus）-白亜紀、ブラジル、竜脚類[46]
- アマルガサウルス（Amargasaurus）-白亜紀、アルゼンチン、竜脚類[47]
- アマルガティタニス（Amargatitanis）-白亜紀、アルゼンチン、竜脚類
- アマゾンサウルス（Amazonsaurus）-白亜紀、ブラジル、竜脚類[48]
- アミグダロドン（Amygdalodon）-ジュラ紀、アルゼンチン、竜脚類[49]
- アムーロサウルス→アムロサウルス
- アムトケファレ（Amtocephale）-白亜紀、モンゴル、堅頭竜類[50]
- アムトサウルス（Amtosaurus）-白亜紀、モンゴル、曲竜類
- アムフィサウルス（Amphisaurus）→アンキサウルス
- アムロサウルス（Amurosaurus）-白亜紀、ロシア、鳥脚類[51]
- アラゴサウルス（Aragosaurus）-白亜紀、スペイン、竜脚類[52]
- アラシャサウルス（Alxasaurus）-白亜紀、中国、獣脚類
- アラスカケファレ（英語版）（Alaskacephale）-白亜紀、アメリカ、堅頭竜類[53]
- アラモサウルス（Alamosaurus）-白亜紀、アメリカ、竜脚類[54]
- アラロサウルス（Aralosaurus）-白亜紀、カザフスタン、鳥脚類[35]
- アリオラムス（Alioramus）-白亜紀、モンゴル、獣脚類[55]
- アリストサウルス（Aristosaurus）→マッソスポンディルス
- アリストスクス（英語版）（Aristosuchus）-白亜紀、イギリス、獣脚類[56]
- アリノケラトプス（Arrhinoceratops）-白亜紀、カナダ、角竜類[57]
- アリワリア（Aliwalia）→エウクネメサウルス
- アルコヴァサウルス(Alcovasaurus)-ジュラ紀、アメリカ、剣竜類
- アルヴァレスサウルス（Alvarezsaurus）-白亜紀、アルゼンチン、獣脚類[58]
- アルウォーケリア→アルワルケリア
- アルカエオカーソル（Archaeocursor）-ジュラ紀、中国、鳥盤類[59]
- アルカエオケラトプス→アーケオケラトプス
- アルカエオドントサウルス（Archaeodontosaurus）-ジュラ紀、マダガスカル、竜脚類
- アルカエオラプトル（Archaeoraptor）→ミクロラプトル
- アルカエオルニトミムス→アーケオルニトミムス
- アルカノサウルス（Arkanosaurus）→アルカンサウルス
- アルカラヴィア（英語版）（Aekharavia）-白亜紀、ロシア、鳥脚類[60]
- アルカンサウルス（Arkansaurus）-白亜紀、アメリカ、獣脚類
- アルギロサウルス（Argyrosaurus）-白亜紀、アルゼンチン・ウルグアイ、竜脚類
- アルクサウルス（英語版）（Arcusaurus）-ジュラ紀、南アフリカ、竜脚形類[61]
- アルクササウルス→アラシャサウルス
- アルクトサウルス（Arctosaurus）-三畳紀、カナダ、獣脚類とされることもあるが一般的には不明な主竜形類
- アルケオルニトミムス→アーケオルニトミムス
- アルゴアサウルス（Algoasaurus）-ジュラ紀・白亜紀、南アフリカ、竜脚類
- アルコヴァサウルス（Alcovasaurus）-ジュラ紀、アメリカ、剣竜類[62]
- アルシャサウルス→アラシャサウルス
- アルスタノサウルス（Arstanosaurus）-白亜紀、カザフスタン、鳥脚類
- アルゼンチノサウルス（Argentinosaurus）-白亜紀、アルゼンチン、竜脚類[13]
- アルティスピナクス（Altispinax）-白亜紀、ドイツ、獣脚類、分離されたよく知られた標本についてはベックレスピナクスを参照
- アルティリヌス（Altirhinus）-白亜紀、モンゴル、鳥脚類
- アルナシェトゥリ（英語版）（Alnashetri）-白亜紀、アルゼンチン、獣脚類[63]
- アルバータケラトプス（Albertaceratops）-白亜紀、カナダ・アメリカ、角竜類[64]
- アルバータドロメウス（英語版）（Albertadromeus）-白亜紀、カナダ、獣脚類[65]
- アルバータベナトル（Albertavenator）-白亜紀、カナダ、獣脚類
- アルバートサウルス（Albertosaurus）-白亜紀、カナダ、獣脚類[66]
- アルバートニクス（Albertonykus）-白亜紀、カナダ、獣脚類[58]
- アルバレスサウルス→アルヴァレスサウルス
- アルバロフォサウルス（Albalophosaurus）-白亜紀、日本、角竜類[53]
- アルビサウルス（Albisaurus）-白亜紀、チェコスロバキア(現チェコ、スロバキア)、恐竜とされていたが現在では所属不明の主竜類とされる
- アルビニクス（英語版）（Albinykus）-白亜紀、モンゴル、獣脚類[67]
- アルベルタケラトプス（Albertaceratops）-白亜紀、カナダ、角竜類
- アルマス（Almas）-白亜紀、モンゴル、獣脚類
- アルワルケリア（Alwalkeria）-三畳紀、インド、竜盤類[68]
- アレクトロサウルス（Alectrosaurus）-白亜紀、中国、獣脚類[55]
- アレトペルタ (Aletopelta) -白亜紀、アメリカ、曲竜類[69]
- アレニサウルス（英語版）（Arenysaurus）-白亜紀、スペイン、鳥脚類[70]
- アロコドン（Alocodon）-ジュラ紀、ポルトガル、新鳥盤類[63]
- アロサウルス（Allosaurus）-ジュラ紀、アメリカ、獣脚類[71]
- アンガトラマ（Angaturama）-白亜紀、ブラジル、獣脚類
- アンキオルニス（Anchiornis）-白亜紀、中国、獣脚類[72]
- アンキケラトプス（Anchiceratops）-白亜紀、カナダ、角竜類[57]
- アンキサウルス（Anchisaurus）-三畳紀、アメリカ、竜脚形類[73]
- アンキロサウルス（Ankylosaurus）-白亜紀、アメリカ・カナダ、曲竜類[74]
- アングロマスタカトル（Angulomastacator）-白亜紀、アメリカ、鳥脚類[75]
- アンゴラティタン（英語版）（Angolatitan）-白亜紀、アンゴラ、竜脚類[75]
- アンセリミムス（Anserimimus）-白亜紀、モンゴル、獣脚類[76]
- アンズー（Anzu）-白亜紀、アメリカ、獣脚類[18]
- アンタークトサウルス→アンタルクトサウルス
- アンタークトペルタ（Antarctopelta）-白亜紀、南極、曲竜類[62]
- アンタルクトサウルス（Antarctosaurus）-白亜紀、アルゼンチン、竜脚類[15]
- アンタルクトペルタ→アンタークトペルタ
- アンデサウルス（Andesaurus）-白亜紀、アルゼンチン、竜脚類[21]
- アンテトニトルス（Antetonitrus）-三畳紀、アフリカ南東部、竜脚類[77]
- アントドン（Anthodon）-ペルム紀、パレイアサウルス科の爬虫類と判明、分離された恐竜についてはパラントドンを参照
- アントロデムス（Antrodemus）-ジュラ紀、アメリカ、獣脚類
- アンフィコエリアス（Amphicoelias）-ジュラ紀、アメリカ、竜脚類[78]
- アンペロサウルス（Ampelosaurus）-白亜紀、フランス、竜脚類[79]
- アンペログナトゥス（英語版）（Ampelognathus）-白亜紀、アメリカ、鳥脚類
- アンボプテリクス（Ambopteryx）-ジュラ紀、中国、獣脚類[80]
- アンモサウルス（Ammosaurus）-ジュラ紀、アメリカ、竜脚形類

## い
- イ（Yi）-白亜紀、中国、獣脚類
- イークシャノサウルス（Yixianosaurus）-白亜紀、中国、獣脚類[81]
- イーシェノサウルス→イークシャノサウルス
- イーシャノサウルス→イークシャノサウルス
- イービノサウルス（Yibinosaurus）-ジュラ紀、中国、竜脚類
- イーメノサウルス（Yimenosaurus）-ジュラ紀、中国、竜脚形類[1]
- イーラルティタン（英語版）（Elaltitan）-白亜紀、アルゼンチン、竜脚類[82]
- イアニ（英語版） (Iani) -白亜紀、アメリカ、鳥脚類
- イウティコサウルス（Iuticosaurus）-白亜紀、イギリス、竜脚類
- イェフエカウケラトプス（Yehuecauhceratops）-白亜紀、アメリカ、角竜類
- イェヤワティ→ジェヤワティ
- イガイ（英語版） (Igai) -白亜紀、エジプト、竜脚類
- イカボドクラニオサウルス（Ichabodcraniosaurus）→ヴェロキラプトル
- イグアナコロッスス（Iguanacolossus）-白亜紀、アメリカ、鳥脚類[83]
- イグアノドン（Iguanodon）-白亜紀、ベルギー・イギリス・ドイツ、鳥脚類[84]
- イクティオヴェナトル（Ichthyovenator）-白亜紀、ラオス、獣脚類[85]
- イグナヴサウルス（英語版）（Ignavusaurus）-ジュラ紀、レソト、竜脚形類[86]
- イサノサウルス（Isanosaurus）-三畳紀、タイ、竜脚類[87]
- イザベリーサウラ（英語版） （Isaberrysaura）-ジュラ紀、アルゼンチン、剣竜類
- イシサウルス（Isisaurus）-白亜紀、インド、竜脚類[88]
- イスキオケラトプス (Ischioceratops) -白亜紀、中国、角竜類
- イスキサウルス（Ischisaurus）→ヘレラサウルス
- イスキロサウルス（Ischyrosaurus）-ジュラ紀・白亜紀、イギリス、竜脚類[89]
- イッササウルス（Issasaurus）→ディクラエオサウルス
- イテミルス（Itemirus）-白亜紀、ウズベキスタン、獣脚類
- イナウェンツ（英語版） (Inawentu) -白亜紀、アルゼンチン、竜脚類
- イノサウルス（Inosaurus）-白亜紀、ニジェール、竜脚類
- イベロスピナス（Iberospinus）-白亜紀、ポルトガル、獣脚類[90]
- イリオスクス（Iliosuchus）-ジュラ紀、イギリス、獣脚類
- イリタトル（Irritator）-白亜紀、ブラジル、獣脚類[91]
- イリテーター→イリタトル
- イロケレシア（Ilokelesia）-白亜紀、アルゼンチン、獣脚類[92]
- インキシヴォサウルス（Incisivosaurus）-白亜紀、中国、獣脚類[93]
- インゲニア（Ingenia）-先取された名前→アジャンキンゲニア
- インシシボサウルス→インキシヴォサウルス
- インシャノサウルス（Yingshanosaurus）-ジュラ紀、中国、剣竜類
- インドサウルス（Indosaurus）-白亜紀、インド、獣脚類
- インドスクス（Indosuchus）-白亜紀、インド、獣脚類
- インペロバトル（Imperobator）-白亜紀、南極、獣脚類
- インロング（Yinlong）-ジュラ紀、中国、角竜類[94]

## う
- ヴァガケラトプス（Vagaceratops）-白亜紀、カナダ、角竜類
- ヴァユラプトル (Vayuraptor) -白亜紀、タイ、獣脚類
- ウィリナカケ（Willinakaqe）-白亜紀、アルゼンチン、鳥脚類[95]
- ヴァリボナヴェナトリクス（Vallibonavenatrix）-白亜紀、スペイン、獣脚類
- ヴァリラプトル（Variraptor）-白亜紀、フランス、獣脚類
- ヴァルドサウルス（Valdosaurus）-白亜紀、アメリカ、鳥脚類[96]
- ヴァルドラプトル（Valdoraptor）-白亜紀、イギリス、獣脚類
- ヴィーエンヴェナトル（英語版）（Wiehenvenator）-ジュラ紀、ドイツ、獣脚類
- ウィーワラサウルス (Weewarrasaurus) -白亜紀、オーストラリア、鳥脚類、
- ヴィタクリドリンダ（Vitakridrinda）-白亜紀、パキスタン、獣脚類
- ウィレイア（Wyleyia）-白亜紀、イギリス、鳥類
- ウインタサウルス（Uintasaurus）→カマラサウルス
- ウィントノティタン（Wintonotitan）-白亜紀、オーストラリア、竜脚類[97]
- ヴェクタエロヴェナトル（Vectaerovenator)  -白亜紀、イギリス、獣脚類
- ヴェクティサウルス（Vectisaurus）→マンテリサウルス
- ヴェクティドロメウス（英語版） （Vectidromeus）-白亜紀、イギリス、鳥脚類
- ヴェクティペルタ（英語版）（Vectipelta）-白亜紀、イギリス、曲竜類
- ヴェクティラプトル（英語版）（Vectiraptor）-白亜紀、イギリス、獣脚類
- ヴェクテンシア（Vectensia）→ヒラエオサウルス
- ヴェテルプリスティサウルス（英語版）（Veterupristisaurus）-ジュラ紀、タンザニア、獣脚類[98]
- ヴェネノサウルス（Venenosaurus）-白亜紀、アメリカ、竜脚類[41]
- ヴェラフロンス（Velafrons）-白亜紀、メキシコ、鳥脚類[99]
- ウエルホサウルス（Wuerhosaurus）-白亜紀、中国、剣竜類[100]
- ウェルンホフェリア（Wellnhoferia）-ジュラ紀、ドイツ、獣脚類（鳥群）[97]
- ヴェロキサウルス（Velocisaurus）-白亜紀、アルゼンチン、獣脚類
- ヴェロキペス（Velocipes）-三畳紀、ポーランド、？獣脚亜目
- ヴェロキラプトル（Velociraptor）-白亜紀、モンゴル、獣脚類[101]
- ウエロサウルス（Uerosaurus ）→ウエルホサウルス
- ウェンディケラトプス（Wendiceratops）-白亜紀、カナダ、角竜類[102]
- ヴォルクヘイメリア（Volkheimeria）-ジュラ紀、アルゼンチン、竜脚類[103]
- ヴォロナ（Vorona）-白亜紀、マダガスカル、鳥類
- ウグルナールク（ Ugrunaaluk ）-白亜紀、アメリカ、鳥脚類[104]
- ウグロサウルス（Ugrosaurus）→トリケラトプス
- ウダノケラトプス（Udanoceratops）-白亜紀、モンゴル、角竜類[105]
- ウテオドン（Uteodon）-ジュラ紀、アメリカ、鳥脚類[106]
- ウナイサウルス（Unaysaurus）-三畳紀、ブラジル、竜脚類[28]
- ウネスコケラトプス→ユネスコケラトプス
- ウネンラギア（Unenlagia）-白亜紀、アルゼンチン、獣脚類[107]
- ウビラヤラ（Ubirajara）-白亜紀、ブラジル、獣脚類
- ウベラバティタン（Uberabatitan）-白亜紀、ブラジル、竜脚類[88]
- ウマルサウルス（Umarsaurus）→バルスボルディア
- ウヨミングラプトル（"Wyomingraptor"）-ジュラ紀、アメリカ、獣脚類
- ウラガサウルス（Wulagasaurus）-白亜紀、中国、鳥脚類[108]
- ウラテロン（Wulatelong）-白亜紀、中国、獣脚類[109]
- ヴルカノドン（Vulcanodon）-ジュラ紀、アフリカ、竜脚類[87]
- ウルトラサウルス（Ultrasaurus）→改名ウルトラサウロス
- ウルトラサウロス（Ultrasauros）→改名スーパーサウルス
- ウルグベグサウルス（Ulughbegsaurus）-白亜紀、ウズベキスタン、獣脚類[110]
- ウルバコドン（Urbacodon）-白亜紀、ウズベキスタン、獣脚類
- ウロン（Wulong）-白亜紀、中国、獣脚類[111]
- ウンクイロサウルス（Unquillosaurus）-白亜紀、アルゼンチン、獣脚類

## え
- エイニオサウルス（Einiosaurus）-白亜紀、アメリカ、角竜類[112]
- エウオプロケファルス（Euoplocephalus）-白亜紀、アメリカ・カナダ、曲竜類[113]
- エウカメロトゥス（英語版）（Eucamerotus）-白亜紀、イギリス、竜脚類[114]
- エウコエロフィシス（Eucoelophysis）-三畳紀、アメリカ、獣脚類
- エウクネメサウルス（Eucnemesaurus）-三畳紀、アフリカ南東部、竜脚形類[115]
- エウスケロサウルス（英語版）（Euskelosaurus）-三畳紀、南アフリカ・レソト、竜脚形類[116]
- エウストレプトスポンディルス（Eustreptospondylus）-ジュラ紀、イギリス、獣脚類[117]
- エウヘロプス（Euhelopus）-ジュラ紀、中国、竜脚類[118]
- エウロニコドン（英語版）（Euronychodon）-白亜紀、ヨーロッパ、獣脚類[119]
- エウロパサウルス（Europasaurus）-ジュラ紀、ドイツ、竜脚類[120]
- エウロペルタ（英語版）（Europelta）-白亜紀、スペイン、曲竜類[116]
- エーフラーシア（Efraasia）-三畳紀、ドイツ、竜脚形類[121]
- エオアベリサウルス（英語版）（Eoabelisaurus）-ジュラ紀、アルゼンチン、獣脚類[122]
- エオエナンティオルニス（Eoenantiornis）-白亜紀、中国、獣脚類（鳥群）[123]
- エオカルカリア（Eocarcharia）-白亜紀、ニジェール、獣脚類[23]
- エオクルソル（英語版）（Eocursor）-ジュラ紀、アフリカ南東部、基盤的鳥盤類[124]
- エオケラトプス→カスモサウルス
- エオコンフキウソルニス（英語版）（Eoconfuciusornis）-白亜紀、中国、獣脚類（鳥群）[125]
- エオシノプテリクス（Eosinopteryx）-ジュラ紀、中国、獣脚類（鳥群）[126]
- エオティランヌス（Eotyrannus）-白亜紀、イギリス、獣脚類[127]
- エオトリケラトプス（Eotriceratops）-白亜紀、アメリカ、角竜類[128]
- エオドロマエウス（Eodromaeus）-三畳紀、アルゼンチン、獣脚類[129]
- エオブロントサウルス（Eobrontosaurus）-ジュラ紀、アメリカ、竜脚類[122]
- エオマメンチサウルス（Eomamenchisaurus）-ジュラ紀、中国、竜脚類[130]
- エオラプトル（Eoraptor）-三畳紀、アルゼンチン、獣脚類もしくは原竜脚類[131]
- エオランビア（Eolambia）-白亜紀、アメリカ、鳥脚類[132]
- エキノドン（英語版）（Echinodon）-白亜紀、イギリス、鳥盤類
- エクイジュブス（Equijubus）-白亜紀、中国、鳥脚類[133]
- エクリクシナトサウルス（英語版）（Ekrixinatosaurus）-白亜紀、アルゼンチン、獣脚類[82]
- エジプトサウルス（Egyptiansaurus）→アエギプトサウルス
- エシャノサウルス（Eshanosaurus）-ジュラ紀、中国、獣脚類[134]
- エドマルカ（Edmarka）→トルヴォサウルス
- エドモントサウルス（Edmontosaurus）-白亜紀、アメリカ・カナダ、鳥脚類[135]
- エドモントニア（Edmontonia）-白亜紀、アメリカ・カナダ、曲竜類[136]
- エナンティオルニス（Enantiornis）-白亜紀、アルゼンチン、鳥類
- エニグマクルソル（英語版）（Enigmacursor）-ジュラ紀、アメリカ、新鳥盤類[137]
- エニグモサウルス（英語版）（Enigmosaurus）-白亜紀、モンゴル、獣脚類[138]
- エパクトサウルス（英語版）（Epachthosaurus）-白亜紀、アルゼンチン、竜脚類[139]
- エパンテリアス（Epanterias）-ジュラ紀、アメリカ、獣脚類
- エピオルニトミムス（Aepyornithomimus）-白亜紀、モンゴル、獣脚類[140]
- エピキロステノテス（英語版）（Epichirostenotes）-白亜紀、カナダ、獣脚類[139]
- エピデクシプテリクス（Epidexipteryx）-ジュラ紀、中国、獣脚類[141]
- エピデンドロサウルス（Epidendrosaurus）→スカンソリオプテリクス
- エマウサウルス（Emausaurus）-ジュラ紀、ドイツ、基盤的剣竜類[142]
- エラフロサウルス（Elaphrosaurus）-ジュラ紀、タンザニア、獣脚類[143]
- エルケトゥ（Erketu）-白亜紀、モンゴル、竜脚類[118]
- エルハゾサウルス（英語版）（Elrhazosaurus）-白亜紀、ニジェール、鳥脚類[144]
- エルミサウルス（Elmisaurus）-白亜紀、モンゴル、獣脚類[145]
- エルリアノサウルス（Erlianosaurus）-白亜紀、中国、獣脚類[146]
- エルリコサウルス（Erlikosaurus）-白亜紀、モンゴル、獣脚類[147]
- エレクトプス（英語版）（Erectopus）-白亜紀、フランス、獣脚類[133]
- エロサウルス（Elosaurus）→ブロントサウルス
- エロプテリクス（英語版）（Elopteryx）-白亜紀、ルーマニア、獣脚類[144]
- エンバサウルス（英語版）（Embasaurus）-白亜紀、カザフスタン、獣脚類[138]

## お
- オウラノサウルス（Ouranosaurus）-白亜紀、ニジェール、鳥脚類[148]
- オヴィラプトル（Oviraptor）-白亜紀、モンゴル、獣脚類[149]
- オヴェロサウルス（英語版）（Overosaurus）-白亜紀、アルゼンチン、竜脚類[150]
- オーウェノサウルス（英語版）（Owenodon）-白亜紀、イギリス、鳥脚類[151]
- オオーコトキア（英語版）（Oohkotokia）-白亜紀、アメリカ、曲竜類[152]
- オーストラロベナトル→アウストラロヴェナトル
- オームデノサウルス（Ohmdenosaurus）-ジュラ紀、ドイツ、竜脚類
- オキサライア（Oxalaia）-白亜紀、ブラジル、獣脚類[153]
- オシャノサウルス -竜脚類
- オジョケラトプス（Ojoceratops）-白亜紀、アメリカ、角竜類
- オスタフリカサウルス（Ostafrikasaurus）-ジュラ紀、タンザニア、獣脚類[154]
- オスニエリア（Othnielia）-ジュラ紀、アメリカ、鳥盤類、分離されたよく知られた標本についてはオスニエロサウルスを参照
- オスニエロサウルス（Othnielosaurus）-ジュラ紀、アメリカ、鳥盤類[155]
- オスマカサウルス（英語版）（Osmakasaurus）-白亜紀、アメリカ、鳥脚類[156]
- オズラプトル（Ozraptor）-ジュラ紀、オーストラリア、獣脚類[153]
- オトゴサウルス（Otogosaurus）-白亜紀、中国、竜脚類
- オピストコエリカウディア（Opisthocoelicaudia）-白亜紀、モンゴル、竜脚類[157]
- オプロサウルス（Oplosaurus）-白亜紀、イギリス、竜脚類
- オホケラトプス→オジョケラトプス
- オホラプトルサウルス（英語版）（Ojoraptorsaurus）-白亜紀、アメリカ、獣脚類[158]
- オブリトサウルス（英語版） (Oblitosaurus) -ジュラ紀、スペイン、鳥脚類
- オムニヴォロプテリクス（英語版）（Omnivoropteryx）-白亜紀、中国、獣脚類（鳥群）[159]
- オメイサウルス（Omeisaurus）-ジュラ紀、中国、竜脚類[160]
- オモサウルス（Omosaurus）→ダケントルルス
- オリクトドロメウス（Oryctodromeus）-白亜紀、アメリカ、鳥盤類[161]
- オリゴサウルス（Oligosaurus）→ラブドドン[162]
- オルコラプトル（Orkoraptor）-白亜紀、アルゼンチン、獣脚類[163]
- オルトメルス（英語版）（Orthomerus）-白亜紀、オランダ、鳥脚類[164]
- オルナトトルス（英語版）(Ornatotholus）-白亜紀、カナダ、堅頭竜類[163]
- オルニトプシス（Ornithopsis）-白亜紀、イギリス、竜脚類
- オルニトミムス（Ornithomimus）-白亜紀、北米、獣脚類
- オルニトミモイデス（英語版）（Ornithomimoides）-白亜紀、インド、獣脚類[165]
- オルニトレステス（Ornitholestes-ジュラ紀、アメリカ、獣脚類[166]
- オロドロメウス（Orodromeus）-白亜紀、アメリカ、鳥脚類[161]
- オロロティタン（Olorotitan）-白亜紀、ロシア、鳥盤類[167]
- オヨケラトプス→オジョケラトプス
- オヨラプトルサウルス→オホラプトルサウルス（英語版）

## か
- ガーゴイレオサウルス→ガルゴイレオサウルス
- カアテドクス（Kaatedocus）-ジュラ紀、アメリカ、竜脚類[168]
- カーン（Khaan）-白亜紀、モンゴル、獣脚類
- カイエンタヴェナトル（英語版）（Kayentavenator）-ジュラ紀、アメリカ、獣脚類[169]
- カイジュウティタン (Kaijutitan) -白亜紀、アルゼンチン、竜脚類
- カイチアンゴサウルス（英語版）（Kaijiangosaurus）-ジュラ紀、中国、獣脚類[168]
- カウディプテリクス（Caudipteryx）-白亜紀、中国、獣脚類[170]
- カエナグナタシア（英語版）（Caenagnathasia）-白亜紀、ウズベキスタン、獣脚類[145]
- カエナグナトゥス（Caenagnathus）-白亜紀、カナダ、獣脚類[171]
- カオヤングサウルス（Chaoyangsaurus）-白亜紀、中国、角竜類[172]
- 「カガリュウ」（Kagaryu）-白亜紀、日本、獣脚類
- カクル（Kakuru）-白亜紀、オーストラリア、獣脚類
- カサーテサウラ→カタルテサウラ（英語版）
- カザクランビア（英語版）（Kazaklambia）-白亜紀、カザフスタン、鳥脚類[173]
- カスティニョヴォルクリス（英語版） （Castignovolucris） -白亜紀、フランス、鳥脚類
- ガストニア（Gastonia）-白亜紀、アメリカ、曲竜類[174]
- ガスパリニサウラ（Gasparinisaura）-白亜紀、アルゼンチン、鳥脚類[175]
- カスモサウルス（Chasmosaurus）-白亜紀、アメリカ・カナダ、角竜類[176]
- カセオサウルス（英語版）（Caseosaurus）-三畳紀、アメリカ、竜盤類[177]
- カセトサウルス（英語版）（Cathetosaurus）-ジュラ紀、アメリカ、竜脚類[52]
- ガソサウルス（Gasosaurus）-ジュラ紀、中国、獣脚類
- カタルテサウラ（英語版）（Cathartesaura）-白亜紀、アルゼンチン、竜脚類[178]
- 「カツヤマリュウ」→フクイラプトル
- カテペンサウルス（英語版）（Katepensaurs）-白亜紀、アルゼンチン、竜脚類[169]
- カナルディア（英語版）（Canardia）-白亜紀、フランス、鳥脚類[179]
- カマラサウルス（Camarasaurus）-ジュラ紀、アメリカ、竜脚類[180]
- カマリラサウルス（Camarillasaurus）-白亜紀、スペイン、獣脚類
- カムイサウルス（Kamuysaurus） -白亜紀、日本、鳥脚類[181]
- カムノリア（英語版）（Cumnoria）-ジュラ紀、イギリス、鳥脚類[182]
- カメロッティア（英語版）（Camelotia）-ジュラ紀、イギリス、竜脚形類[183]
- カラモサウルス（英語版）（Calamosaurus）-白亜紀、イギリス、獣脚類[184]
- カラモスポンディルス（英語版）（Calamospondylus）-白亜紀、イギリス、獣脚類[184]
- ガリミムス（Gallimimus）-白亜紀、モンゴル、獣脚類[185]
- ガルヴェオサウルス（Galveosaurus）-ジュラ紀・白亜紀、スペイン、竜脚類[186]
- カルカロドントサウルス（Carcharodontosaurus）-白亜紀、エジプト・モロッコ、獣脚類[187]
- ガルゴイレオサウルス（Gargoyleosaurus）-ジュラ紀、アメリカ、曲竜類[62]
- カルディオドン（Cardiodon）-ジュラ紀、イギリス、竜脚類
- ガルディミムス（Garudimimus）-白亜紀、モンゴル、獣脚類[188]
- カルノタウルス（Carnotaurus）-白亜紀、アルゼンチン、獣脚類[189]
- カルヴァリウス（英語版） (Calvarius) -白亜紀、スペイン、鳥脚類
- ガルンバティタン（英語版）（Garumbatitan）-白亜紀、スペイン、竜脚類
- ガレアモプス（Galeamopus）-ジュラ紀・アメリカ・竜脚類[190]
- カロヴォサウルス→カロノサウルス
- カロノサウルス（Charonosaurus）-白亜紀、中国、鳥盤類[191]
- カロンガサウルス（英語版）（Karongasaurus）-白亜紀、マラウイ、竜脚類[169]
- カンギュラプトル (Changyuraptor) -白亜紀、中国、獣脚類
- カンクウルウ（Khankhuuluu）-白亜紀、モンゴル、獣脚類[192]
- カングナサウルス（英語版）（Kangnasaurus）-白亜紀、南アフリカ、鳥脚類[193]
- ガンジョウサウルス（Ganzhousaurus）-白亜紀、中国、獣脚類[194]
- ガンスス（英語版）（Gunsus）-白亜紀、中国、獣脚類（鳥群）[195]
- カンタスサウルス（Qantassaurus）-白亜紀、オーストラリア、鳥脚類[196]
- カントサウルス（英語版） (Changdusaurus) -ジュラ紀、中国、剣竜類
- ガンナンサウルス（英語版）（Gannansaurus）-白亜紀、中国、竜脚形類[186]
- カンピロドニスクス（英語版）（Campylodonicus）-白亜紀、アルゼンチン、竜脚類[197]
- カンプトサウルス（Camptosaurus）-ジュラ紀、アメリカ、鳥脚類[198]
- カンポサウルス（英語版）（Camposaurus）-三畳紀、アメリカ、獣脚類

## き
- キアリンゴサウルス（Chialingosaurus）-ジュラ紀、中国、剣竜類
- キアンゾウサウルス（Qianzhousaurus）-白亜紀、中国、獣脚類[55]
- キアンロン（英語版）（Qianlong）-ジュラ紀、中国、竜脚類
- キウパロン（英語版）（Qiupalong）-白亜紀、中国、獣脚類[199]
- キウパニクス (Qiupanykus) -白亜紀、中国、獣脚類
- ギガノトサウルス（Giganotosaurus）-白亜紀、アルゼンチン、獣脚類[187]
- ギガントスピノサウルス（Gigantspinosaurus）-ジュラ紀、中国、剣竜類[200]
- ギガントサウルス (恐竜)（英語版）（Gigantosaurus）-白亜紀、アルゼンチン、獣脚類[201]
- ギガントラプトル（Gigantoraptor）-白亜紀、中国、獣脚類[202]
- キチパチ（Citipati）-白亜紀、モンゴル、獣脚類[149]
- ギデオンマンテリア（英語版）（Gideonmantellia）-白亜紀、スペイン、鳥脚類[203]
- キャメロティア→カメロッティア（英語版）
- ギラッファティタン（Giraffatitan）-ジュラ紀、タンザニア、竜脚類[204]
- キランタイサウルス（Chilantaisaurus）-白亜紀、中国、獣脚類[205]
- キルメサウルス（Quilmesaurus）-白亜紀、アルゼンチン、獣脚類[206]
- ギルモレオサウルス（Gilmoreosaurus）-白亜紀、中国、鳥脚類
- キレスクス（Kileskus）-ジュラ紀、ロシア、獣脚類
- キロステノテス（Chirostenotes）-白亜紀、カナダ、獣脚類[171]
- キンデサウルス（Chindesaurus）-三畳紀、アメリカ、獣脚類[68]
- キンナリーミムス（英語版）（Kinnareemimus）-白亜紀、タイ、獣脚類[3]

## く
- グアイバサウルス（Guaibasaurus）-三畳紀、ブラジル、竜盤類[207]
- クアエシトサウルス→クウェシトサウルス（英語版）
- グアリコ（Gualicho）-白亜紀、アルゼンチン、獣脚類
- クアンドンゴコエルルス（英語版）（Chuandongovoelurus）-ジュラ紀、中国、獣脚類[208]
- グアンロン（Guanlong）-ジュラ紀、中国、獣脚類[209]
- クウェシトサウルス（英語版） (Quaesitosaurus) -白亜紀、モンゴル、竜脚類[199]
- グエメシア（英語版）（Guemesia）-白亜紀、アルゼンチン、獣脚類
- クータリサウルス（英語版）（Koutalisaurus）-白亜紀、スペイン、鳥脚類[210]
- ククフェルディア（Kukufeldia）-白亜紀、イングランド、鳥脚類
- クシアオサウルス（Xiaosaurus）-ジュラ紀、中国、鳥盤類[211]
- クセノケラトプス→ゼノケラトプス
- クセノタルソサウルス→ゼノタルソサウルス
- クセノポセイドン→ゼノポセイドン
- グナトボラクス（英語版）（Gnathovorax）-三畳紀、ブラジル、竜盤類[212]
- クムノリア→カムノリア（英語版）
- クライトンサウルス→クリトンサウルス
- グラヴィトルス（英語版）（Gravitholus）-白亜紀、カナダ、堅頭竜類[213]
- クラオサウルス（英語版）（Claosaurus）-白亜紀、アメリカ、鳥脚類[214]
- グラキリケラトプス（Graciliceratops）-白亜紀、モンゴル、角竜類[215]
- グラキリラプトル（Graciliraptor）-白亜紀、中国、獣脚類[213]
- グラシャリサウルス（Glacialisaurus）-ジュラ紀、南極大陸、原竜脚類
- グラシリケラトプス→グラキリケラトプス
- グラシリラプトル→グラキリラプトル
- クラスペドドン（Craspedodon）-白亜紀、ベルギー、角竜類
- クラテロサウルス（Craspedodon）-白亜紀、イギリス、剣竜類[216]
- クラメリサウルス（Klamelisaurus）-ジュラ紀、中国、竜脚類
- クリスタトゥサウルス(Cristatusaurus)-白亜紀、獣脚類
- グリスハデス（Glishades）-白亜紀、アメリカ、鳥脚類[217]
- クリョロフォサウルス（Cryolophosaurus）-ジュラ紀、南極大陸、獣脚類[218]
- クリオロフォサウルス→クリョロフォサウルス
- クリッテンデンケラトプス（Crittendenceratops）-白亜紀、アメリカ、角竜類
- クリトサウルス（Kritosaurus）-白亜紀、アメリカ、鳥脚類[35]
- クリトンサウルス（Crichtonsaurus）-白亜紀、中国、曲竜類[216]
- グリフォケラトプス（Gryphoceratops）--白亜紀、カナダ、角竜類[213]
- グリプトドントペルタ（英語版）（Glyptodontopelta）-白亜紀、アメリカ、曲竜類
- クリプトプス（英語版）（Kryptops）-白亜紀、ニジェール、獣脚類[219]
- グリポサウルス（Gryposaurus）-白亜紀、アメリカ・カナダ、鳥脚類[220]
- グリポニクス（英語版）（Gryponyx）-ジュラ紀、南アフリカ、竜脚形類[221]
- クリンダドロメウス（Kulindadromeus）-ジュラ紀、ロシア、鳥脚類[222]
- クルキケイロス（英語版）（Cruxicheiros）-ジュラ紀、イギリス、獣脚類[223]
- クルケラトプス（英語版）（Kulceratops）-白亜紀、ウズベキスタン、角竜類
- クレオサウルス（Creosaurus）→アロサウルス
- グレムリン （Gremlin） -白亜紀、アメリカ、角竜類
- クロモギサウルス（英語版）（Chromogisaurus）-三畳紀、アルゼンチン、竜脚形類[208]
- クンドゥロサウルス（英語版）（Kundurosaurus）-白亜紀、ロシア、鳥脚類[224]
- クンバラサウルス（Kunbarrasaurus）-白亜紀、オーストラリア、曲竜類
- クンミンゴサウルス（Kunmingosaurus）-ジュラ紀、中国、竜脚類

## け
- ケダルペルタ（Cedarpelta）-白亜紀、アメリカ、曲竜類[225]
- ケダロサウルス（Cedarosaurus）-白亜紀、アメリカ、竜脚類[41]
- ケティオサウリスクス（Cetiosauriscus）-ジュラ紀、イギリス、竜脚類[226]
- ケティオサウルス（Cetiosaurus）-ジュラ紀、イギリス、竜脚類[226]
- ケトゥラニサウルス（英語版）（Khetranisaurus）-白亜紀、パキスタン、竜脚類[227]
- ケドゥロレステス（英語版）（Cedrorestes）-白亜紀、アメリカ、鳥脚類[228]
- ゲニオデクテス（英語版）（Genyodectes）-白亜紀、アルゼンチン、獣脚類[229]
- ゲヌサウルス（英語版）（Genusaurus）-白亜紀、フランス、獣脚類[230]
- ケネオサウルス（Cheneosaurus）→ヒパクロサウルス
- ゲミニラプトル（英語版）（Geminiraptor）-白亜紀、アメリカ、獣脚類[230]
- ケラシノプス（Cerasinops）-白亜紀、アメリカ、角竜類[1]
- ケラトサウルス（Ceratosaurus）-ジュラ紀、アメリカ、獣脚類[231]
- ケラトスコプス（Ceratosuchops）-白亜紀、イギリス、獣脚類[232]
- ケラトニクス（Ceratonykus）-白亜紀、モンゴル、獣脚類[233]
- ケラトプス（Ceratops）-白亜紀、アメリカ、角竜類[233]
- ゲラノサウルス（Geranosaurus）-ジュラ紀、南アフリカ、鳥盤類
- ケルベロサウルス（Kerberosaurus）-白亜紀、ロシア、鳥脚類[234]
- ケルマイサウルス（英語版）（Kelmayisaurus）-白亜紀、中国、獣脚類[235]
- ケントロサウルス（Kentrosaurus）-ジュラ紀、タンザニア、剣竜類[200]
- ケントロサウルス（Centrosaurus）→セントロサウルス

## こ
- コアウイラケラトプス→コアフイラケラトプス
- コアフイラケラトプス（Coahuilaceratops）-白亜紀、メキシコ、角竜類[236]
- コウタリサウルス→クータリサウルス（英語版）
- コエルルス（Coelurus）-ジュラ紀、アメリカ、獣脚類[237]
- コエロサウルス（Coelosaurus）-白亜紀、アメリカ、獣脚類
- コエロフィシス（Coelophysis）-三畳紀、アメリカ、獣脚類[238]
- コシサウルス（Koshisaurus）-白亜紀、日本、鳥脚類
- ゴジラサウルス（Gojirasaurus）-三畳紀、アメリカ、獣脚類[239]
- コスモケラトプス（Kosmoceratops）-白亜紀、アメリカ、角竜類[240]
- コタサウルス（Kotasaurus）-ジュラ紀、インド、竜脚類[241]
- コパリオン（英語版）（Koparion）-ジュラ紀、アメリカ、獣脚類[242]
- ゴビヴェナトル（Gobivenator）-白亜紀、モンゴル、獣脚類[243]
- ゴビケラトプス（Gobiceratops）-白亜紀、モンゴル、角竜類
- ゴビサウルス（Gobisaurus）-白亜紀、中国、曲竜類[244]
- ゴビティタン（英語版）（Gobititan）-白亜紀、中国、竜脚類[245]
- ゴビハドロス（Gobihadros）-白亜紀、モンゴル、鳥脚類
- ゴビラプトル（Gobiraptor）-白亜紀、モンゴル、獣脚類
- コマウエサウルス（英語版）（Comahuesaurus）-白亜紀、アルゼンチン、竜脚類[246]
- ゴヨケファレ（Goyocephale）-白亜紀、モンゴル、堅頭竜類[247]
- コリアケラトプス（Koreaceratops）-白亜紀、韓国、角竜類
- コリアノサウルス（Koreanosaurus）-白亜紀、韓国、鳥脚類[161]
- コリトサウルス（Corythosaurus）-白亜紀、アメリカ、鳥脚類[248]
- コリトラプトル（Corythoraptor）-白亜紀、中国、獣脚類[194]
- コル（英語版） （Kol） -白亜紀、モンゴル、獣脚類[242]
- ゴルゴサウルス（Gorgosaurus）-白亜紀、アメリカ、獣脚類[249]
- コレピオケファレ（Colepiocephale）-白亜紀、カナダ、堅頭竜類
- コロノサウルス（Coronosaurus）-白亜紀、アメリカ、角竜類[250]
- コロラディサウルス（英語版）（Coloradisaurus）-三畳紀、アルゼンチン、竜脚形類[246]
- コンカヴェナトル（Concavenator）-白亜紀、スペイン、獣脚類[251]
- ゴンコケン（英語版） (Gonkoken) -白亜紀、チリ、鳥脚類
- コンコラプトル（Conchoraptor）-白亜紀、モンゴル、獣脚類[252]
- ゴンシャノサウルス（Gongxianosaurus）-ジュラ紀、中国、竜脚類[87]
- コンドゥロステオサウルス（英語版） （Chondrosteosaurus） -白亜紀、イギリス、竜脚類[253]
- コンドルラプトル（英語版）（Condorraptor）-ジュラ紀、アルゼンチン、獣脚類[254]
- ゴンドワナティタン（Gondwanatitan）-白亜紀、ブラジル、竜脚類[15]
- コンフウキウソルニス（Confuciusornis）-白亜紀、中国、鳥類
- ゴンブサウルス（英語版）（Gongbusaurus）-ジュラ紀、中国、鳥盤類[255]
- コンプソグナトゥス（Compsognathus）-ジュラ紀、ドイツ・フランス、獣脚類[256]
- コンプソスクス（Compsosuchus）-白亜紀、インド、獣脚類
- ゴンポクアンサウルス(Gongpoquansaurus) -白亜紀、中国、鳥脚類
- コンボロサウルス（Convolosaurus）-白亜紀、アメリカ、鳥盤類

## さ
- サイアムラプトル（英語版） (Siamraptoru) -白亜紀、タイ、獣脚類
- サイカニア（Saichania）-白亜紀、モンゴル、曲竜類[257]
- サウロニオプス（Sauroniops）-白亜紀、モロッコ、獣脚類
- サウロファガナクス（Saurophaganax）-ジュラ紀、アメリカ、獣脚類[258]
- サウロプリテス -曲竜類
- サウロペルタ（Sauropelta）-白亜紀、アメリカ、曲竜類[259]
- サウロポセイドン（Sauroposeidon）-白亜紀、アメリカ、竜脚類[41]
- サウロルニトイデス（Saurornithoides）-白亜紀、モンゴル、獣脚類[260]
- サウロルニトレステス（Saurornitholestes）-白亜紀、カナダ、獣脚類[261]
- サウロロフス（Saurolophus）-白亜紀、カナダ・モンゴル、鳥脚類[262]
- サトゥルナリア（Saturnalia）-三畳紀、ブラジル、竜脚形類[207]
- ザナバザル（Zanabazar）-白亜紀、モンゴル、獣脚類
- サノス→タノス
- ザパラサウルス（英語版）（Zapalasaurus）-白亜紀、アルゼンチン、竜脚類[263]
- サハリヤニア（英語版）（Sahaliyania）-白亜紀、中国、鳥脚類[264]
- サバンナサウルス (Savannasaurus) -白亜紀、オーストラリア、竜脚類
- サペオルニス（英語版）（Sapeornis）-白亜紀、中国、獣脚類（鳥群）[265]
- サラサウルス（英語版）（Sarahsaurus）-ジュラ紀、アメリカ、竜脚形類[266]
- サルコサウルス（Sarcosaurus）-ジュラ紀、イギリス、獣脚類[231]
- サルコレステス（英語版）（Sarcolestes）-ジュラ紀、イギリス、曲竜類[266]
- サルタサウルス（Saltasaurus）-白亜紀、アルゼンチン、竜脚類[267]
- サルトリオサウルス（英語版）（Saltriosaurus）-ジュラ紀、イタリア、獣脚類
- サルトリオヴェナトル（英語版）（Saltriovenator）-ジュラ紀、イタリア、獣脚類
- サルミエントサウルス (Sarmientosaurus) -白亜紀、アルゼンチン、竜脚類
- ザルモクセス（Zalmoxes）-白亜紀、ルーマニア、鳥脚類[268]
- サンタナラプトル（Santanaraptor）-白亜紀、ブラジル、獣脚類[17]
- 「サンチュウリュウ」（"Sanchuryu"）-白亜紀、日本、獣脚類
- サンフアンサウルス（Sanjuansaurus）-三畳紀、アルゼンチン、獣脚類[265]
- サンユアンサウルス（Sanjuansaurus）-三畳紀、アルゼンチン、竜盤類

## し
- シアオサウルス→クシアオサウルス
- シアッツ（Siats）-白亜紀、アメリカ、獣脚類
- ジアペルタ（Ziapelta）-白亜紀、アメリカ、曲竜類[269]
- シアモサウルス（Siamosaurus）-白亜紀、タイ、獣脚類
- シアモティラヌス→シャモティラヌス
- シアモドン（英語版）（Siamodon）-白亜紀、タイ、鳥脚類[270]
- ジアングシサウルス（Jiangxisaurus）-白亜紀、中国、獣脚類[194]
- ジアングシティタン（英語版）（Jiangxititan）-白亜紀　中国、竜脚類
- ジアンジュノサウルス（英語版）（Jiangjunosaurus）-ジュラ紀、中国、剣竜類[271]
- ジアンチャンゴサウルス（Jianchangosaurus）-白亜紀、中国、獣脚類[272]
- シーシアサウルス（英語版）（Xixiasaurus）-白亜紀、中国、獣脚類[273]
- シーシアニクス（英語版）（Xixianykus）-白亜紀、中国、獣脚類[274]
- シーシーポーサウルス（英語版）（Xixiposaurus）-ジュラ紀、中国、古竜脚類[273]
- シーシンギア→シシンギア
- シェブサウルス（英語版）（Chebsaurus）-ジュラ紀、アルジェリア、竜脚類[275]
- ジェホロサウルス（Jeholosaurus）-白亜紀、中国、鳥脚類[155]
- ジェホロルニス（英語版）（Jeholornis）-白亜紀、中国、獣脚類[276]
- ジェヤワティ（Jeyawati）-白亜紀、アメリカ、鳥脚類
- シエラケラトプス (Sierraceratops) -白亜紀、アメリカ、角竜類
- ジェンギスカーン（Jenghizkhan）→タルボサウルス
- シエンシャノサウルス（英語版）（Xianshanosaurus）-白亜紀、中国、竜脚類[211]
- シェンジョウサウルス→シェンチョウサウルス（英語版）
- シェンチョウサウルス（英語版）（Shenzhousaurus）-白亜紀、中国、獣脚類[277]
- ジェンユアンロン（Zhenyuanlong） - 白亜紀、中国、獣脚類[278]
- シオングアンロン（Xiongguanlong）-白亜紀、中国、獣脚類[17]
- シギルマッササウルス（Sigilmassasaurus）-白亜紀、モロッコ、獣脚類[279]
- シシアサウルス→シーシアサウルス（英語版）
- シシアニクス→シーシアニクス（英語版）
- シシンギア（Shixinggia）-白亜紀、中国、獣脚類[27]
- シダーペルタ→ケダルペルタ
- シダイサウルス（英語版）（Shidaisaurus）-ジュラ紀、中国、獣脚類[280]
- シダロサウルス→ケダロサウルス
- シチパチ→キチパチ
- シデルサウラ（Sidersaura）- 白亜紀、アルゼンチン、竜脚類
- シヌソナスス（Sinusonasus）-白亜紀、中国、獣脚類[243]
- シノヴェナトル（Sinovenator）-白亜紀、中国、獣脚類[281]
- シノカリオプテリクス（Sinocalliopteryx）-白亜紀、中国、獣脚類[282]
- シノケラトプス（Sinoceratops）-白亜紀、中国、角竜類[283]
- シノサウルス（Sinosaurus）-ジュラ紀、中国、獣脚類[218]
- シノサウロプテリクス（Sinosauropteryx）-白亜紀、中国、獣脚類[284]
- シノティラヌス（Sinotyrannus）-白亜紀、中国、獣脚類[209]
- 「シノプリオサウルス」（Sinopliosaurus）-白亜紀、中国、獣脚類。なお首長竜にもシノプリオサウルスがいる[285]。
- シノベナトル→シノヴェナトル
- シノルニトイデス（Sinornithoides）-白亜紀、中国、獣脚類[286]
- シノルニトサウルス（Sinornithosaurus）-白亜紀、中国、獣脚類[287]
- シノルニトミムス（Sinornithomimus）-白亜紀、中国、獣脚類[3]
- シノルニス（英語版）（Sinornis）-白亜紀、中国、獣脚類（鳥群）[288]
- シミリカウディプテリクス（英語版）（Similicaudipteryx）-白亜紀、中国、獣脚類[289]
- ジャイノサウルス（英語版）（Jainosaurus）-白亜紀、インド、竜脚類[290]
- シャオキロン（Shaochilong）-白亜紀、中国、獣脚類[205]
- シャオチロン→シャオキロン
- シャオティンギア（Xiaotingia）-ジュラ紀、中国、獣脚類[291]
- ジャクラパリサウルス（英語版）（Jaklapallisaurus）-三畳紀、インド、古竜脚類[292]
- シャナグ（英語版）（Shanag）-白亜紀、モンゴル、獣脚類[293]
- ジャネンシア（Janenschia）-ジュラ紀、タンザニア、竜脚類[21]
- ジャバルプリア（英語版）（Jubbulpuria）-白亜紀、インド、獣脚類[294]
- シャモサウルス（Shamosaurus）-白亜紀、モンゴル、曲竜類[295]
- シャモティラヌス（Siamotyrannus）-白亜紀、タイ、獣脚類
- シャンシア（英語版）（Shanxia）-白亜紀、中国、曲竜類[296]
- シャンシャノサウルス（Shanshanosaurus）→タルボサウルス
- ジャンシャノサウルス（Jiangshanosaurus）-白亜紀、中国、竜脚類[15]
- シャントゥンゴサウルス（Shantungosaurus）-白亜紀、中国、鳥脚類[108]
- シャンヤンゴサウルス（英語版）（Shanyangosaurus）-白亜紀、中国、獣脚類[296]
- シュアンバイサウルス（英語版）（Shuangbaisaurus）-ジュラ紀、中国、獣脚類
- シュアンハノサウルス（英語版）（Xuanhanosaurus）-ジュラ紀、中国、獣脚類[273]
- シュアンフアケラトプス（Xuanhuaceratops）-白亜紀、中国、角竜類[172]
- シュアンミアオサウルス（英語版）（Shuangmiaosaurus）-白亜紀、中国、鳥脚類[297]
- シュウーロン（Xuwulong）-白亜紀、中国、鳥脚類[298]
- ジュディケラトプス（Judiceratops）-白亜紀、アメリカ、角竜類
- シュノサウルス（Shunosaurus）-ジュラ紀、中国、竜脚類[299]
- シュヴウイア（Shuvuuia）-白亜紀、モンゴル、獣脚類[300]
- ジュブルプリア -獣脚類
- ジュラソサウルス・ネデゴアペフェルキモルム -曲竜類
- ジュラヴェナトル（Juravenator）-ジュラ紀、ドイツ、獣脚類[301]
- ジュラティラント（Juratyrant）-ジュラ紀、イギリス、獣脚類[127]
- シュリ（Shri）-白亜紀、モンゴル、獣脚類[302]
- ジョバリア（Jobaria）-白亜紀、アフリカ、竜脚類[303]
- ジョンユアンサウルス→ゾンギュアンサウルス
- ジラファティタン→ギラッファティタン
- シルヴィサウルス（Silvisaurus）-白亜紀、アメリカ、曲竜類[304]
- シルオサウルス（英語版）（Siluosaurus）-白亜紀、中国、鳥脚類[279]
- シルティタン（英語版） (Silutitan) -白亜紀、中国、竜脚類
- シルモサウルス（Syrmosaurus）→ピナコサウルス
- シレサウルス（Silesaurus）-三畳紀、ポーランド、鳥盤類→恐竜形類
- ジンシャノサウルス（Jingshanosaurus）-ジュラ紀、中国、竜脚形類[305]
- シンジャンゴベナトル（Xinjiangovenator）-白亜紀、中国、獣脚類
- シンジャンティタン→シンチアンティタン
- ジンジョウサウルス→ジンゾウサウルス
- ジンゾウサウルス（Jinzhousaurus）-白亜紀、中国、鳥脚類[306]
- ジンタサウルス（Jintasaurus）-白亜紀、中国、鳥脚類[307]
- シンタルスス（Syntarsus）→メガプノサウルス
- シンチアンゴヴェナトル→シンジャンゴベナトル
- シンチアンティタン（Xinjiangtitan）-ジュラ紀、中国、竜脚類[308]
- ジンフェンゴプテリクス（Jinfengopteryx）-白亜紀、中国、獣脚類[309]
- ジンベイサウルス（Jinbeisaurus）-白亜紀、中国、獣脚類
- シンラプトル（Sinraptor）-ジュラ紀、中国、獣脚類

## す
- スーチョウサウルス（英語版）（Suzhousaurus）-白亜紀、中国、獣脚類[310]
- スーパーサウルス（Supersaurus）-ジュラ紀、アメリカ、竜脚類[311]
- ズール（Zuul）-白亜紀、アメリカ、曲竜類
- スウワッセア（Suuwassea）-白亜紀、アメリカ、竜脚類[312]
- ズオロン（Zuolong）-ジュラ紀、中国、獣脚類[313]
- スカンソリオプテリクス（Scansoriopteryx）-白亜紀、中国、獣脚類[141]
- スキピオニクス（Scipionyx）-白亜紀、イタリア、獣脚類[256]
- スキウルミムス（Sciurumimus）-ジュラ紀、ドイツ、獣脚類[314]
- スクテロサウルス（Scutellosaurus）-ジュラ紀、アメリカ、基盤的剣竜類[315]
- スケリドサウルス（Scelidosaurus）-ジュラ紀、イギリス、基盤的剣竜類[142]
- ズケンケラトプス（Zhuchengceratops）--白亜紀、中国、角竜類[105]
- ズケンゴサウルス（Zhuchengosaurus）→シャントゥンゴサウルス
- ズケンティラヌス（Zhuchengtyrannus）-白亜紀、中国、獣脚類
- スコサウルス（英語版）（Suchosaurus）-白亜紀、イギリス、獣脚類[316]
- スコミムス（Suchomimus）-白亜紀、ニジェール、獣脚類[91]
- スコルピオヴェナトル（Skorpiovenator）-白亜紀、アルゼンチン、獣脚類[92]
- スコロサウルス（Scolosaurus）-白亜紀、カナダ、曲竜類
- ススキティラヌス（Suskityrannus）-白亜紀、アメリカ、獣脚類[317]
- スゼチュアノサウルス（Szechuanosaurus）-ジュラ紀、中国、獣脚類[318]
- スタウリコサウルス（Staurikosaurus）-三畳紀、アルゼンチン、獣脚類[68]
- スティラコサウルス（Styracosaurus）-白亜紀、アメリカ、角竜類[319]
- スティギモロク（Stygimoloch）-白亜紀、カナダ・アメリカ、堅頭竜類
- ステゴウロス（Stegouros）-白亜紀、チリ、曲竜類
- ステゴケラス（Stegoceras）-白亜紀、カナダ、堅頭竜類[247]
- ステゴサウルス（Stegosaurus）-ジュラ紀、アメリカ、剣竜類[320]
- ステゴペルタ（英語版）（Stegopelta）-白亜紀、アメリカ、曲竜類[259]
- ステノニコサウルス（Stenonychosaurus）-白亜紀、カナダ・アメリカ、獣脚類[321]
- ステノペリクス（Stenopelix）-白亜紀、ドイツ、角竜類[247]
- ステラサウルス (Stellasaurus) -白亜紀、アメリカ、角竜類
- ストケソサウルス（Stokesosaurus）-ジュラ紀、アメリカ、獣脚類
- ストルティオサウルス（英語版）（Struthiosaurus）-白亜紀、ルーマニア・オーストリア、曲竜類[38]
- ストルティオミムス（Struthiomimus）-白亜紀、カナダ・アメリカ、獣脚類[322]
- ストルムベルギア（Stormbergia）-ジュラ紀、南アフリカ・レソト、新鳥盤類[323] (レソトサウルス)
- ズニケラトプス（Zuniceratops）-白亜紀、アメリカ、角竜類[324]
- ズニティラヌス（Zunityrannus）→ススキティラヌス
- ズパイサウルス（英語版）（Zupaysaurus）-三畳紀・ジュラ紀、アルゼンチン、獣脚類[325]
- ズビ（Zby）-ジュラ紀、ポルトガル、竜脚類
- スピクリペウス（Spiclypeus）-白亜紀、アメリカ、角竜類
- スピコメルス（Spicomellus）-ジュラ紀、モロッコ、曲竜類
- スピノサウルス（Spinosaurus）-白亜紀、エジプト、獣脚類[91]
- スピノストロフェウス（Spinostropheus）-ジュラ紀、ニジェール、獣脚類[143]
- スピノフォロサウルス（Spinophorosaurus）-ジュラ紀、ニジェール、竜脚類[326]
- スピノプス（Spinops）-白亜紀、カナダ、角竜類[319]
- スファエロトルス（Sphaerotholus）-白亜紀、カナダ・アメリカ、堅頭竜類
- スフェノスポンディルス（Sphenospondylus）→マンテリサウルス
- スペクトロベナトル（Spectrovenator）-白亜紀、獣脚類、ブラジル[34]
- スペルサウルス→スーパーサウルス
- スライマニサウルス（英語版）（Sulaimanisaurus）-白亜紀、パキスタン、竜脚類[316]

## せ
- セイスモサウルス（Seismosaurus）→ディプロドクスの一種D. hallorumとして再分類
- セイタード（Seitaad）-ジュラ紀、アメリカ、竜脚形類[327]
- セギサウルス（Segisaurus）-ジュラ紀、ドイツ、獣脚類[328]
- セグノサウルス（Segnosaurus）-白亜紀、モンゴル、獣脚類[147]
- セケルノサウルス（Secernosaurus）-白亜紀、アルゼンチン、鳥脚類[329]
- セチュアノサウルス→スゼチュアノサウルス
- セッロサウルス→プラテオサウルス
- ゼノケラトプス（Xenoceratops）-白亜紀、カナダ、角竜類
- ゼノタルソサウルス（Xenotarsosaurus）-白亜紀、アルゼンチン、獣脚類[330]
- ゼノポセイドン（Xenoposeidon）-白亜紀、イギリス、竜脚類
- セファパノサウルス（英語版）（Sefapanosaurus）-三畳紀、アフリカ南東部、竜脚形類[331]
- ゼフィロサウルス（Zephyrosaurus）-白亜紀、アメリカ、鳥脚類[161]
- セレンディパケラトプス（Serendipaceratops）-白亜紀、オーストラリア、鳥盤類？角竜類？
- セラコクサ（英語版）（Sellacoxa）-白亜紀、イギリス、鳥脚類[332]
- セロサウルス（英語版）（Sellosaurus） -三畳紀、ドイツ、古竜脚類[333]
- セントロサウルス（Centrosaurus ）-白亜紀、アメリカ・カナダ、角竜類[334]

## そ
- ソニドサウルス（Sonidosaurus）-白亜紀、中国、竜脚類
- ソノラサウルス（英語版）（Sonorasaurus）-白亜紀、アメリカ、竜脚類[335]
- ソリアティタン（Soriatitan）-白亜紀、スペイン、竜脚類
- ゾンギュアンサウルス（Zhongyuansaurus）-白亜紀、中国、曲竜類[336]

## た
- ダーウィンサウルス→ダルウインサウルス（英語版）
- ダーシアティタン→ダシアティタン
- ダアノサウルス（英語版）（Daanosaurus）-ジュラ紀、中国、竜脚類[337]
- タヴェイロサウルス（英語版）（Taveirosaurus）-白亜紀、ポルトガル、鳥盤類[338]
- ダウルロング（Daurlong）-白亜紀、中国、獣脚類[34]
- ダエモノサウルス（英語版）（Daemonosaurus）-三畳紀、アメリカ、獣脚類[337]
- タオホーロン（英語版）（Taohelong）-白亜紀、中国、曲竜類[339]
- タキラプトル（英語版） (Tachiraptor)-ジュラ紀、ベネズエラ、獣脚類
- ダケントルルス（Dacentrurus）-ジュラ紀、イギリスやその他の西ヨーロッパ、剣竜類[340]
- ダコタドン（英語版）（Dakotadon）-白亜紀、アメリカ、鳥脚類[83]
- ダコタラプトル（Dakotaraptor）-白亜紀、アメリカ、獣脚類[19]
- ダシアティタン（Daxiatitan）-白亜紀、中国、竜脚類 [118]
- タスタヴィンサウルス（英語版）（Tastavinsaurus）-白亜紀、スペイン、竜脚類[341]
- ダスプレトサウルス（Daspletosaurus） - 白亜紀、カナダ・アメリカ、獣脚類[342]
- タゾウダサウルス（英語版）（Tazoudasaurus）-ジュラ紀、モロッコ、竜脚類[338]
- タタウイネア（英語版）（Tataouinea）-白亜紀、チュニジア、竜脚類[343]
- タタンカケファルス（Tatankacephalus）-白亜紀、アメリカ、曲竜類[341]
- タタンカケラトプス（Tatankaceratops）-白亜紀、アメリカ、角竜類[343]
- ダタンロン (Datanglong) -白亜紀、中国、獣脚類
- タティサウルス（Tatisaurus）-ジュラ紀、中国、剣竜類
- ダトウサウルス（Datousaurus）-ジュラ紀、中国、竜脚類[49]
- タナトテリステス（Thanatotheristes）-白亜紀、カナダ、獣脚類
- タニウス（Tanius）-白亜紀、中国、鳥脚類[344]
- タニコラグレウス（Tanycolagreus）-ジュラ紀、アメリカ、獣脚類[256]
- ダヌビオサウルス（英語版）-白亜紀、オーストリア、曲竜類[345]
- タノス（Thanos）-白亜紀、ブラジル、獣脚類
- ダハロケリ（英語版）（Dahalokely）-白亜紀、マダガスカル、獣脚類[346]
- タプイアサウルス（英語版）（Tapuiasaurus）-白亜紀、ブラジル、竜脚類[347]
- ダマラサウルス（英語版） (Damalazaur) -ジュラ紀、中国、竜脚類
- タラスコサウルス（Tarascosaurus）-白亜紀、フランス、獣脚類
- タラルルス（Talarurus）-白亜紀、モンゴル、曲竜類[257]
- ダルウインサウルス（英語版）（Darwinsaurus）-白亜紀、イギリス、鳥脚類[345]
- タルキア（Tarchia）-白亜紀、モンゴル、曲竜類[257]
- タルボサウルス（Tarbosaurus）-白亜紀、中国・モンゴル、獣脚類[348]
- タレンカウエン（英語版）（Talenkauen）-白亜紀、アルゼンチン、鳥脚類[349]
- タロサウルス (Tharosaurus) -ジュラ紀、インド、竜脚類
- タロス（Talos）-白亜紀、アメリカ、獣脚類[243]
- タワ（Tawa）-三畳紀、アメリカ、獣脚類[338]
- タンヴァイオサウルス（Tangvayosaurus）-白亜紀、ラオス、竜脚類[118]
- ダンダコサウルス（英語版）（Dandakosaurus）-ジュラ紀、インド、獣脚類[346]
- タンバティタニス（Tambatitanis）-白亜紀、日本、竜脚類[118]
- タンバヨサウルス→タンヴァイオサウルス
- 「丹波竜」→タンバティタニス

## ち
- チアオワンロン（英語版）（Qiaowanlong）-白亜紀、中国、竜脚類[196]
- チアリンゴサウルス→キアリンゴサウルス
- チアンシーサウルス（英語版）（Jiangxisaurus）-白亜紀、中国、獣脚類[350]
- チアンチュンミァオサウルス（英語版）（Jiangjunmiaosaurus）-白亜紀、中国、獣脚類
- チウタイサウルス（英語版）（Jiutaisaurus）-白亜紀、中国、竜脚類[351]
- チェナニサウルス（Chenanisaurus）-白亜紀、モロッコ、獣脚類
- チェンユアンロング (Zhenyuanlong) -白亜紀、中国、獣脚類
- チャーチャンゴサウルス（英語版）（Zhejiangosaurus）-白亜紀、中国、曲竜類[352]
- チャオヤングサウルス→カオヤングサウルス
- チャンギュラプトル（Changyuraptor） -白亜紀、中国、獣脚類[353]
- チャンチュンサウルス（英語版）（Changchunsaurus）-白亜紀、中国、鳥脚類[155]
- チャンチョンゴルニス（英語版）（Changchengornis）-白亜紀、中国、獣脚類（鳥群）[354]
- チュアンジェサウルス（Chuanjiesaurus）-ジュラ紀、中国、竜脚類[226]
- チュアントンゴコエルルス→クアンドンゴコエルルス（英語版）
- チュカロサウルス(chucarosaurus)-白亜紀、アルゼンチン、竜脚類
- チューシオンゴサウルス（英語版）（Chuxiongosaurus）-ジュラ紀、中国、竜脚形類[355]
- チョーチョンケラトプス→ズケングケラトプス
- チューチョンゴサウルス（Zhuchengosaurus）→シャントゥンゴサウルス
- チューチョンテイラヌス→ズケンティラヌス
- チュブティサウルス（Chubutisaurus ）-白亜紀、アルゼンチン、竜脚類[13]
- チュラノケラトプス→トゥラノケラトプス
- チュンキンゴサウルス（Chungkingosaurus）-ジュラ紀、中国、剣竜類
- チョイロドン（Choyrodon）-白亜紀、モンゴル、鳥脚類[356]
- チョンユエンサウルス→ゾンギュアンサウルス
- チランタイサウルス→キランタイサウルス
- チレサウルス（Chilesaurus）-ジュラ紀、チリ、獣脚類[357]
- チンカンコウサウルス(Chingkankousaurus)→タルボサウルス
- チンシウサウルス（英語版）（Qingxiusaurus）-白亜紀、中国、竜脚類[196]
- チンシャーキンゴサウルス（英語版）（Chinshakiangosaurus）-ジュラ紀、中国、竜脚類[358]
- チンタオサウルス（Tsintaosaurus）-白亜紀、中国、鳥脚類[359]
- チンチョウサウルス→ジンゾウサウルス
- チンデサウルス→キンデサウルス
- チンフォンゴプテリクス→ジンフェンゴプテリクス
- チンリンゴサウルス（英語版）（Qinlingosaurus）-白亜紀、中国、竜脚類[360]

## つ
- ツァーガン（Tsaagan）-白亜紀、モンゴル、獣脚類[361]
- ツァイホン（Caihong）-ジュラ紀、中国、獣脚類
- ツァガンテギア（Tsagantegia）-白亜紀、モンゴル、曲竜類[295]
- ツィクォンゴサウルス→ツーチョンゴサウルス（英語版）
- ツーゴンゴサウルス（英語版）（Zigongosaurus）-ジュラ紀、中国、竜脚類[313]
- ツーチョンゴサウルス（英語版）（Zizhongosaurus）-ジュラ紀、中国、竜脚類[313]
- ツオロン→ズオロン

## て
- ティアニュラプトル→ティアンユラプトル
- ティアニュロング→ティアンユロング
- ディアブロケラトプス（Diabloceratops）-白亜紀、アメリカ、角竜類[283]
- ディアマンティナサウルス（英語版）（Diamantinasaurus）-白亜紀、オーストラリア、竜脚類[362]
- ティアンゼノサウルス（英語版）（Tianzhenosaurus）-白亜紀、中国、曲竜類
- ティアンチサウルス（Tianchisaurus）-ジュラ紀、中国、曲竜類
- ティアンユラプトル（Tianyuraptor）-白亜紀、中国、獣脚類[363]
- ティアンユロング（Tianyulong）-ジュラ紀、中国、ヘテロドントサウルス形類[364]
- ティエンシャノサウルス（英語版）（Tienshanosaurus）-ジュラ紀、中国、竜脚類[365]
- テイオフィタリア（Theiophytalia）-白亜紀、アメリカ、鳥脚類
- ディオプロサウルス（Dyoplosaurus）-白亜紀、カナダ、曲竜類[269]
- ディクラエオサウルス（Dicraeosaurus）-ジュラ紀、タンザニア、竜脚類[47]
- ディケラトゥス（Diceratus）→ネドケラトプス
- ディケラトプス（Diceratops）→ネドケラトプス
- ディサルトサウルス -白亜紀、タンザニア、鳥脚類（ザルモクセスと同属とする見解あり）[96]
- ディスガヌス（Dysganus）-白亜紀、アメリカ、角竜類
- ディスティロサウルス（Dystylosaurus）-ジュラ紀、アメリカ、竜脚類
- ディストロファエウス（Dystrophaeus）-ジュラ紀、アメリカ、竜脚類[103]
- ディスロコサウルス（Dyslocosaurus）-ジュラ紀、アメリカ、竜脚類[366]
- ティタノケラトプス（Titanoceratops）-白亜紀、アメリカ、角竜類[367]
- ティタノサウルス（Titanosaurus）-白亜紀、インド他 、竜脚類
- ティタノマキア（Titanomachya）-白亜紀、アルゼンチン、竜脚類[368]
- ディナモサウルス（Dynamosaurus）→ティラノサウルス
- ディナモテラー（Dynamoterror）-白亜紀、アメリカ、獣脚類[369]
- ディネオベラトル（Dineobellator）-白亜紀、アメリカ、獣脚類[370]
- デイノケイルス（Deinocheirus）-白亜紀、モンゴル、獣脚類[188]
- ディノドクス -竜脚類
- デイノドン（Deinodon）-白亜紀、アメリカ、獣脚類[371]
- デイノニクス（Deinonychus）-白亜紀、アメリカ、獣脚類[361]
- テイヒベナトル（英語版） (Teihivenator) -白亜紀、アメリカ、獣脚類
- ディプロドクス（Diplodocus）-ジュラ紀、アメリカ、竜脚類[190]
- ディプロトモドン（英語版）（Diplotomodon）-白亜紀、アメリカ、獣脚類[372]
- ティミムス（Timimus）-白亜紀、オーストラリア、獣脚類
- ティムルレンギア（Timurlengia）-白亜紀、ウズベキスタン、獣脚類[110]
- ディラコドン（英語版） (Diracodon)　-ジュラ紀、剣竜類　(ステゴサウルスと同種説)
- ティラノサウルス（Tyrannosaurus）-白亜紀、アメリカ・カナダ、獣脚類[373]
- ティラノティタン（Tyrannotitan）-白亜紀、アルゼンチン、獣脚類[23]
- ティラノミムス（Tyrannomimus）-白亜紀、日本、獣脚類
- ティロケファレ（Tylocephale）-白亜紀、モンゴル、堅頭竜類[374]
- ティロステウス（Tylosteus）パキケファロサウルス
- ディロフォサウルス（Dilophosaurus）-ジュラ紀、アメリカ、獣脚類[375]
- ディロング（Dilong）-白亜紀、中国、獣脚亜目[127]
- ディンヘイロサウルス（Dinheirosaurus）-ジュラ紀、ポルトガル、竜脚類
- テクサケファレ（英語版）（Texacephale）-白亜紀、アメリカ、堅頭竜類[376]
- テクサセテス（英語版）（Texasetes）-白亜紀、北米、曲竜類[376]
- テクノサウルス（英語版） (Technosaurus) -三畳紀、アメリカ、鳥盤類？
- テコドントサウルス（Thecodontosaurus）-三畳紀、アルゼンチン、竜脚形類[28]
- テスケロサウルス（Thescelosaurus）-白亜紀、アメリカ・カナダ、鳥脚類[175]
- テティスハドロス（Tethyshadros）-白亜紀、イタリア、鳥脚類[377]
- テノントサウルス（Tenontosaurus）-白亜紀、アメリカ、鳥脚類[349]
- テフエルチェサウルス（Tehuelchesaurus）-ジュラ紀、アルゼンチン、竜脚類[33]
- デマンダサウルス（英語版）（Demandasaurus）-白亜紀、スペイン、竜脚類[378]
- デュオニクス（Duonychus）-白亜紀、モンゴル、獣脚類[379]
- デュブレウィロサウルス（英語版）（Dubreuilosaurus）-ジュラ紀、フランス、獣脚類[380]
- テユワス（英語版）（Teyuwasu）-三畳紀、ブラジル、竜盤類[381]
- デラッパレンティア（Delapparentia）-白亜紀、スペイン、鳥脚類[382]
- テラトフォネウス（Teratophoneus）-白亜紀、アメリカ、獣脚類[348]
- テリジノサウルス（Therizinosaurus）-白亜紀、モンゴル、獣脚類[383]
- デルタドロメウス（Deltadromeus）-白亜紀、モロッコ、獣脚類[143]
- テルマトサウルス（Telmatosaurus）-白亜紀、ルーマニア、鳥脚類[377]
- テルミノカヴス (Terminocavus) -白亜紀、アメリカ、角竜類
- テンダグリア（Tendaguria）-ジュラ紀、タンザニア、竜脚類
- デンヴァーサウルス（Denversaurus）-白亜紀、アメリカ、曲竜類[378]

## と
- トゥオジャンゴサウルス（Tuojiangosaurus）-ジュラ紀、中国、剣竜類[384]
- トゥグルサウルス（英語版）（Tugulusaurus）-白亜紀、中国、獣脚類[385]
- ドゥブレウイロサウルス→デュブレウィロサウルス（英語版）
- トゥラノケラトプス（Turanoceratops）-白亜紀、ウズベキスタン、角竜類[386]
- ドゥリアヴェナトル（英語版）（Duriavenator）-ジュラ紀、イギリス、獣脚類[387]
- トゥリアサウルス（Turiasaurus）-ジュラ紀、スペイン、竜脚類[388]
- ドゥリアティタン（英語版）（Duriatitan）-ジュラ紀、イギリス、竜脚類[380]
- ドゥリンケル（英語版）（Drinker）-ジュラ紀、北アメリカ、鳥脚類[389]
- トチサウルス（英語版）（Tochisaurus）-白亜紀、モンゴル、獣脚類[390]
- ドラヴィドサウルス（英語版） (Dravidosaurus) -白亜紀、インド、剣竜類
- トラウクティタン（英語版）（Trauktitan）-白亜紀、アルゼンチン、竜脚類[391]
- ドラコヴェナトル（Dracovenator）-ジュラ紀、南アフリカ、獣脚類[392]
- トラコドン（Trachodon）-白亜紀、アメリカ、鳥脚類
- ドラコニクス（英語版）（Draconyx）-ジュラ紀、ポルトガル、鳥脚類[393]
- ドラコペルタ（Dracopelta）-ジュラ紀、ポルトガル、曲竜類[62]
- ドラコラプトル（Dracoraptor）-ジュラ紀、イギリス、獣脚類[394]
- ドラコレックス（Dracorex）-白亜紀、北アメリカ、堅頭竜類[395]
- トラトロフス（Tlatolophus）-白亜紀、北アメリカ、鳥脚類[396]
- ドリオサウルス（Dryosaurus）-ジュラ紀、アメリカ・タンザニア、鳥脚類[397]
- トリケラトプス（Triceratops）-白亜紀、アメリカ、角竜類[398]
- トリゴノサウルス（Trigonosaurus）-白亜紀、ブラジル、竜脚類[15]
- トリニサウラ（英語版） (Trinisaura) -白亜紀、南極、鳥脚類
- ドリプトサウルス（Dryptosaurus）-白亜紀、アメリカ、獣脚類[399]
- トリリオン（Torilion）→バリリウム
- ドリンカー→ドゥリンケル（英語版）
- トルヴォサウルス（Torvosaurus）-ジュラ紀、アメリカ、獣脚類[400]
- ドルシラサウラ（英語版）（Drusilasaura）-白亜紀、アルゼンチン、竜脚類[401]
- トルニエリア（Tornieria）-ジュラ紀、タンザニア、竜脚類
- トルボサウルス→トルヴォサウルス
- ドレッドノータス（Dreadnoughtus）-白亜紀、アルゼンチン、竜脚類[88]
- トロオドン（Troodon）-白亜紀、アメリカ、獣脚類
- トロサウルス（Torosaurus）-白亜紀、アメリカ、角竜類
- ドロドン（英語版）（Dollodon）-白亜紀、ベルギー・イギリス、鳥脚類[402]
- ドロマエオサウルス（Dromaeosaurus）-白亜紀、カナダ、獣脚類[19]
- ドロミケイオミムス（Dromiceiomimus）→オルニトミムス
- トンアノサウルス（英語版）（Tonganosaurus）-ジュラ紀、中国、竜脚類[390]
- トンガノサウルス→トンアノサウルス（英語版）
- トンティアンロン (Tongtianlong) -白亜紀、中国、獣脚類[403]
- ドンベイティタン（英語版）（Dongbeititan）-白亜紀、中国、竜脚類[404]
- ドンヤンゴサウルス（英語版）（Dongyangosaurus）-白亜紀、中国、曲竜類[405]
- ドンヤンゴペルタ（英語版）（Dongyangopelta）-白亜紀、中国、曲竜類[405]

## な
- ナーショイビトサウルス（Naashoibitosaurus）-白亜紀、アメリカ、鳥脚類
- ナーストケラトプス（Nasutoceratops）-白亜紀、アメリカ、角竜類[406]
- ナヴァホケラトプス (Navajoceratops) -白亜紀、アメリカ、角竜類[34]
- ナトベナトル（Natovenator）-白亜紀、モンゴル、獣脚類[407]
- ナヌークサウルス（Nanuqsaurus）-白亜紀、アメリカ、獣脚類[408]
- ナノサウルス（英語版）（Nanosaurus）-ジュラ紀、アメリカ、鳥盤類[409]
- ナノティラヌス（Nanotyrannus）-白亜紀、アメリカ、獣脚類
- ナランブエナティタン（英語版）（Narambuenatitan）-白亜紀、アルゼンチン、竜脚類[410]
- ナンカンジア（Nankangia）-白亜紀、中国、獣脚類[194]
- ナンシュンゴサウルス（Nanshiungosaurus）-白亜紀、中国、獣脚類[146]
- ナンニンゴサウルス（英語版）（Nanningosaurus）-白亜紀、中国、鳥脚類[409]
- ナンヤンゴサウルス（Nanyangosaurus）-白亜紀、中国、鳥脚類
- ナンバリア（英語版）（Nambalia）-三畳紀、インド、竜脚形類[411]

## に
- ニエブラ（英語版） (Niebla) -白亜紀、アルゼンチン、獣脚類
- ニオブララサウルス（Niobrarasaurus）-白亜紀、アメリカ、曲竜類[412]
- ニジェールサウルス（Nigersaurus）-白亜紀、ニジェール、竜脚類[312]
- ニッポノウーリサス（Nipponoolithus）-白亜紀、日本、獣脚類[413]
- ニッポノサウルス（Nipponosaurus）-白亜紀、ロシア（発見当時日本領南樺太）、鳥脚類[99]
- ニャササウルス（英語版）（Nyasasaurus）-三畳紀、タンザニア、恐竜形類。2012年12月の発表によると世界最古の恐竜の可能性あり[414]。
- ニンジャティタン（Ninjatitan）-白亜紀、アルゼンチン、竜脚類
- ニンユエンサウルス（英語版）（Ningyuansaurus）-白亜紀、中国、獣脚類[413]

## ぬ
- ヌーロサウルス（Nurosaurus）-白亜紀、中国、竜脚類
- ヌオエロサウルス (Nuoerosaurus）→ヌーロサウルス
- ヌクウェバサウルス（Nqwebasaurus）-白亜紀、南アフリカ、獣脚類[415]
- ヌテテス（Nuthetes）-白亜紀、イギリス、獣脚類[415]

## ね
- ネイモンゴサウルス（Neimongosaurus）- 白亜紀、中国、獣脚類[146]
- ネウケンサウルス（Neuquensaurus）-白亜紀、アルゼンチン、竜脚類[267]
- ネウケンラプトル（Neuquenraptor）-白亜紀、アルゼンチン、獣脚類[416]
- ネオヴェナトル（Neovenator）-白亜紀、イギリス、獣脚類[205]
- ネドゥコルバーティア（英語版）（Nedcolbertia）-白亜紀、アメリカ、獣脚類[417]
- ネドケラトプス（Nedoceratops）-白亜紀、アメリカ、角竜類
- ネブラサウルス（Nebulasaurus）-白亜紀、中国、竜脚類
- ネメグトサウルス（Nemegtosaurus）-白亜紀、モンゴル、竜脚類[157]
- ネメグトニクス（英語版） (Nemegtonykus) -白亜紀、モンゴル、獣脚類
- ネメグトマイア（Nemegtomaia）-白亜紀、モンゴル、獣脚類[418]

## の
- ノアサウルス（Noasaurus）-白亜紀、アルゼンチン、獣脚類[419]
- ノドケファロサウルス（Nodocephalosaurus）-白亜紀、アメリカ、曲竜類[269]
- ノトケラトプス（Notoceratops）-白亜紀、アルゼンチン、角竜類
- ノドサウルス（Nodosaurus）-白亜紀、アメリカ、曲竜類[412]
- ノトヒプシロフォドン（英語版）（Notohypsilophodon）-白亜紀、アルゼンチン、鳥脚類[415]
- ノトロニクス（Nothronychus）-白亜紀、アメリカ、獣脚類[420]
- ノプチャスポンディルス（英語版）（Nopcsaspondylus）-白亜紀、アルゼンチン、竜脚類[421]
- ノルマンニアサウルス（英語版）（Normanniasaurus）-白亜紀、フランス、竜脚類[421]
- ノミンギア（Nomingia）-白亜紀、モンゴル、獣脚類[202]

## は
- パークソサウルス→パルクソサウルス
- バイノケラトプス（Bainoceratops）-白亜紀、モンゴル、角竜類
- バイロノサウルス（英語版）（Byronosaurus）-白亜紀、モンゴル、獣脚類[422]
- パウパウサウルス（Pawpawsaurus）-白亜紀、アメリカ、曲竜類[412]
- バウルティタン（Baurutitan）-白亜紀、ブラジル、竜脚類
- バオティアンマンサウルス（英語版）（Baotianmansaurus）-白亜紀、中国、竜脚類[423]
- バガケラトプス（Bagaceratops）-白亜紀、モンゴル、角竜類[424]
- バガラアタン（Bagaraatan）-白亜紀、モンゴル、獣脚類[8]
- パキケファロサウルス（Pachycephalosaurus）-白亜紀、アメリカ、堅頭竜類[94]
- パキサウルス（英語版）（Pakisaurus）-白亜紀、パキスタン、竜脚類[425]
- パキスクス（英語版）（Pachysuchus）-三畳紀・ジュラ紀、中国、竜脚形類[425]
- パキリノサウルス（Pachyrhinosaurus）-白亜紀、カナダ・アメリカ、角竜類[426]
- バクトロサウルス（Bactrosaurus）-白亜紀、中国、鳥脚類[132]
- 「ハクサンリュウ」(Hakusanryu) -白亜紀、日本、竜脚類
- ハクスレイサウルス→ハックスレイサウルス（英語版）
- ハグリプス（英語版）（Hagryphus）-白亜紀、アメリカ、獣脚類[427]
- バジャダサウルス（Bajadasaurs）-白亜紀、アルゼンチン、竜脚類
- バシャノサウルス（英語版） (Bashanosaurus) -ジュラ紀、中国、剣竜類
- パタゴサウルス（Patagosaurus）-ジュラ紀、アルゼンチン、竜脚類[49]
- パタゴティタン（Patagotitan）-白亜紀、アルゼンチン、竜脚類
- パタゴニクス（Patagonykus）-白亜紀、アルゼンチン、獣脚類[58]
- ハックスレイサウルス（英語版）（Huxleysaurus）-白亜紀、イギリス、鳥脚類[428]
- バティロサウルス（英語版）（Batyrosaurus）-白亜紀、カザフスタン、鳥脚類[429]
- ハドロサウルス (Hadrosaurus)-白亜紀、アメリカ、鳥脚類[108]
- パノプロサウルス（Panoplosaurus）-白亜紀、カナダ、曲竜類[430]
- バハリアサウルス→バハリサウルス（英語版）
- バハリサウルス（英語版）（Bahariasaurus）-白亜紀、エジプト、ニジェール、獣脚類[431]
- パピリオベナトル（英語版）（Papiliovenator）-白亜紀、アメリカ、獣脚類[34]
- ハプロカントサウルス（Haplocanthosaurus）-ジュラ紀、アメリカ、竜脚類[432]
- ハプロケイルス（Haplocheirus）-ジュラ紀、中国、獣脚類[433]
- ハミティタン（英語版） -(Hamititan) -白亜紀、中国、竜脚類
- ハヤ（Haya）-白亜紀、モンゴル、獣脚類[434]
- バラウル（Balaur）-白亜紀、ルーマニア、獣脚類[435] (鳥群の可能性)
- パラエオプテリクス（英語版）（Palaeopteryx）-ジュラ紀、アメリカ、獣脚類[425]
- パラサウロロフス（Parasaurolophus）-白亜紀、アメリカ、鳥脚類[436]
- パラゼニサウルス（Paraxenisaurus）-白亜紀、メキシコ、獣脚類
- バラパサウルス（Barapasaurus）-ジュラ紀、インド、竜脚類[103]
- パララブドドン（Pararhabdodon）-白亜紀、スペイン、鳥脚類[95]
- パラリティタン（Paralititan）-白亜紀、エジプト、竜脚類[15]
- パラリテリジノサウルス（Paralitherizinosaurus）-白亜紀、日本、獣脚類[437]
- パラントドン（Paranthodon）-白亜紀、南アフリカ、剣竜類[340]
- バリオニクス（Baryonyx）-白亜紀、イギリス、獣脚類[91]
- バリリウム（Barilium）-白亜紀、イギリス、鳥脚類[83]
- パルヴィカーソル（Parvicursor）-白亜紀、モンゴル、獣脚類[438]
- パルクソサウルス（Parksosaurus）-白亜紀、カナダ、鳥脚類[161]
- ハルシュカラプトル（Halszkaraptor）-白亜紀、モンゴル、獣脚類
- バルスボルディア（Barsboldia）-白亜紀、モンゴル、鳥脚類[108]
- ハルティコサウルス（Halticosaurus）-三畳紀、ドイツ、獣脚類
- パルディティタン（英語版）（Paludititan）-白亜紀、ルーマニア、竜脚類[439]
- ハルピミムス（Harpymimus）-白亜紀、モンゴル、獣脚類[440]
- パレオスキンクス（英語版）（Palaeoscincus）-白亜紀、カナダ、曲竜類
- バローチサウルス→バロキサウルス（英語版）
- バロキサウルス（英語版）（Balochisaurus）-白亜紀、パキスタン、竜脚類[441]
- バロサウルス（Barosaurus）-ジュラ紀、アメリカ、竜脚類[190]
- パロニコドン（Paronychodon）-白亜紀、アメリカ、獣脚類
- パンアメリカンサウルス（英語版）（Panamericansaurus）-白亜紀、アルゼンチン、竜脚類[439]
- ハンガロサウルス（Hungarosaurus）-白亜紀、ハンガリー、曲竜類[442]
- パングラプトル（英語版）（Panguraptor）-ジュラ紀、中国、獣脚類[239]
- バンジ（Banji）-白亜紀、中国、獣脚類[194]
- ハンスズーエシア（Hanssuesia）-白亜紀、アメリカ・カナダ、堅頭竜類[443]
- パンティドラコ（Pantydraco）-三畳紀、イギリス、竜脚形類[28]
- バンニクス（Bannykus）-白亜紀、中国、獣脚類
- パンパドロマエウス（英語版）（Pampadromaeus）-三畳紀、ブラジル、竜脚形類[439]
- パンパラプトル（英語版）（Pamparaptor）-白亜紀、アルゼンチン、獣脚類
- バンビラプトル（Bambiraptor）-白亜紀、アメリカ、獣脚類[444]
- パンファギア（Panphagia）-三畳紀、アルゼンチン、竜脚形類[445]

## ひ
- ピアトニツキーサウルス（Piatnitzkysaurus）-ジュラ紀、アルゼンチン、獣脚類[117]
- ピヴェテアウサウルス（Piveteausaurus）-ジュラ紀、フランス、獣脚類[446]
- ビエノサウルス（Bienosaurus）-ジュラ紀、中国、剣竜類[447]
- ピクノネモサウルス（英語版）（Pycnonemosaurus）-白亜紀、ブラジル、獣脚類[448]
- ピサノサウルス（Pisanosaurus）-三畳紀、アルゼンチン、かつては基盤的鳥盤類[449]とされていたが現在では恐竜形類とされている。
- 「ヒサノハマリュウ（英語版）」（Hisanohamaryu）-白亜紀、日本、竜脚類
- ビスタヒエヴェルソル（Bistahieversor）-白亜紀、アメリカ、獣脚類[450]
- ビスティケラトプス（Bisticeratops）-白亜紀、アメリカ、角竜類
- ヒストゥリアサウルス（英語版）（Histriasaurus）-白亜紀、クロアチア、竜脚類[451]
- ビセンテナリア（英語版）（Bicentenaria）-白亜紀、アルゼンチン、獣脚類[447]
- ヒッポドラコ（Hippodraco）-白亜紀、アメリカ、鳥脚類[452]
- ピテクンサウルス（英語版）（Pitekunsaurus）-白亜紀、アルゼンチン、竜脚類[446]
- ピナコサウルス（Pinacosaurus）-白亜紀、モンゴル、中国、曲竜類[269]
- ヒパクロサウルス（Hypacrosaurus）-白亜紀、アメリカ・カナダ、鳥脚類[453]
- ヒプシベマ（英語版）（Hypsibema）-白亜紀、アメリカ、鳥脚類[454]
- ヒプシロフォドン（Hypsilophodon）-白亜紀、イギリス、鳥脚類[455]
- ヒプシロフス (Hypsirhophus) -ジュラ紀、アメリカ、剣竜類
- ヒプセロスピヌス（英語版）（Hypselospinus）-白亜紀、イギリス、鳥脚類[454]
- ヒプセロサウルス（Hypselosaurus）-白亜紀、フランス、竜脚類
- ヒプノヴェナトル（Hypnovenator）-白亜紀、日本、獣脚類[456]
- ヒラエオサウルス（Hylaeosaurus）-白亜紀、イギリス、曲竜類[62]
- ピルマトゥエイア（Pilmatueia）-白亜紀、アルゼンチン、竜脚類
- 「ヒロノリュウ（英語版）」（Hironoryu）-白亜紀、日本、鳥脚類
- ピロラプトル（Pyroraptor）-白亜紀、フランス、獣脚類

## ふ
- フアシアオサウルス（Huaxiaosaurus）-白亜紀、南アフリカ、鳥盤類
- ファシャグナトゥス（Huaxiagnathus）-白亜紀、中国、獣脚類[457]
- フアナンサウルス（Huanansaurus）-白亜紀、モンゴル、獣脚類[194]
- ファブロサウルス（Fabrosaurus）-ジュラ紀、南アフリカ、鳥盤類
- フアベイサウルス（英語版）（Huabeisaurus）-白亜紀、中国、竜脚類[458]
- ファヤンゴサウルス（Huayangosaurus）-ジュラ紀、中国、剣竜類[459]
- ファルカリウス（Falcarius）-白亜紀、アメリカ、獣脚類[460]
- ファロウィチュヌス（英語版）（Farlowichnus）-白亜紀、ブラジル、獣脚類
- フアンヘティタン（Huanghetitan）-白亜紀、中国、竜脚類[461]
- ブイトレラプトル（Buitreraptor）-白亜紀、アルゼンチン、獣脚類[107]
- フィロドン（英語版）（Phyllodon）-ジュラ紀、ポルトガル、新鳥盤類
- フィロヴェナトル（英語版）（Philovenator）-白亜紀、中国、獣脚類[462]
- プウィアングヴェナトル (Phuwiangvenator) -白亜紀、タイ、獣脚類
- プウィアンゴサウルス（Phuwiangosaurus）-白亜紀、タイ、竜脚類[118]
- フースイサウルス（英語版）（Fusuisaurus）-白亜紀、中国、竜脚類[463]
- フエフエカナウトルス（Huehuecanauhtlus）-白亜紀、メキシコ、鳥盤類[377]
- フェリサウルス (Ferrisaurus) -白亜紀、カナダ、角竜類
- フェルガナサウルス（Ferganasaurus）-ジュラ紀、キルギスタン、竜脚類[226]
- フェルガノケファレ（英語版）（Ferganocephale）-ジュラ紀、キルギス、堅頭竜類[464]
- プエルタサウルス（Puertasaurus）-白亜紀、アルゼンチン、竜脚類[13]
- フォストリア（英語版） (Fostoria) -白亜紀、オーストラリア、鳥脚類
- プキョンゴサウルス（Pukyongosaurus）-白亜紀、韓国、竜脚類
- フクイサウルス（Fukuisaurus）-白亜紀、日本、鳥脚類[465]
- フクイティタン（Fukuititan）-白亜紀、日本、竜脚形類[466]
- フクイベナートル（Fukuivenator）-白亜紀、日本、獣脚類
- フクイプテリクス（Fukuipteryx）-白亜紀、日本、鳥類
- フクイラプトル（Fukuiraptor）-白亜紀、日本、獣脚類[8]
- フジアンヴェナトル（ Fujianvenator）-ジュラ紀、中国、獣脚類
- プシッタコサウルス（Psittacosaurus）-白亜紀、ロシア・中国、角竜類[467]
- フスイサウルス→フースイサウルス（英語版）
- フタロンコサウルス（Futalognkosaurus）-白亜紀、アルゼンチン、竜脚類[79]
- フディエサウルス（Hudiesaurus）-ジュラ紀、中国、竜脚類[388]
- プテロスポンディルス（Pterospondylus）-ジュラ紀、ドイツ、獣脚類
- 「フタバサウルス」（"Futabasaurus"）"-白亜紀、日本、獣脚類。首長竜のフタバサウルスと混同注意
- プネウマトラプトル（英語版）（Pneumatoraptor）-白亜紀、ハンガリー、獣脚類[468]
- フュロドン（英語版）（Phyllodon）-ジュラ紀、ポルトガル、鳥脚類[469]
- ブラヴォケラトプス（Bravoceratops）-白亜紀、アメリカ、角竜類[470]
- ブラキオサウルス（Brachiosaurus）-ジュラ紀、アメリカ、タンザニア、竜脚類[204]
- ブラキケラトプス（Brachyceratops）-白亜紀、アメリカ、角竜類
- ブラキトラケロパン（Brachytrachelopan）-ジュラ紀、アルゼンチン、竜脚類[47]
- ブラキポドサウルス（英語版）（Brachypodosaurus）-白亜紀、インド、剣竜類[471]
- ブラキロフォサウルス（Brachylophosaurus）-白亜紀、カナダ、鳥脚類[472]
- ブラシサウルス（Blasisaurus）-白亜紀、スペイン、鳥脚類[473]
- ブラジロティタン（英語版）（Brasilotitan）-白亜紀、ブラジル、竜脚類[474]
- プラダニア（英語版）（Pradhania）-ジュラ紀、インド、竜脚形類[475]
- ブラディクネメ（Bradycneme）-白亜紀、ドイツ、獣脚類
- プラティケラトプス（Platyceratops）-白亜紀、モンゴル、角竜類
- プラティソラス (Platytholus) -白亜紀、アメリカ、堅頭竜類[34]
- プラテオサウラブス（英語版）（Plateosauravus）-三畳紀、東アフリカ、竜脚形類[327]
- プラテオサウルス（Plateosaurus）-三畳紀、ドイツ・スイス・フランス、竜脚形類[476]
- プラニコクサ（英語版）（Planicoxa）-白亜紀、アメリカ、鳥脚類[477]
- プラネサウラ（英語版）（Pulanesaura）-ジュラ紀、アフリカ南部、竜脚類[87]
- プリオドントグナトゥス（英語版）（Priodontognathus）-ジュラ紀、イギリス、曲竜類[478]
- ブリカナサウルス（Blikanasaurus）-三畳紀、南アフリカ、竜脚形類[473]
- プリコノドン（英語版）（Priconodon）-白亜紀、アメリカ、曲竜類[478]
- フルイタデンス（Fruitadens）-ジュラ紀、アメリカ、ヘテロドントサウルス形類[479]
- フルカトケラトプス (Furcatoceratops) -白亜紀、アメリカ、角竜類
- ブルハスカヨサウルス→ブルハトカヨサウルス
- フルグロテリウム（英語版）（Fulgurotherium）-白亜紀、オーストラリア、鳥盤類[480]
- フルサンペス（英語版）（Hulsanpes）-白亜紀、モンゴル、獣脚類
- ブルハトカヨサウルス（Bruhathkayosaurus）-白亜紀、インド、竜脚類
- ブレヴィケラトプス（Blikanasaurus）-白亜紀、モンゴル、角竜類
- プレウロコエルス（Pleurocoelus）→アストロドン
- プレシオハドロス（英語版）（Plesiohadros）-白亜紀、モンゴル、鳥脚類[481]
- プレノケファレ（Prenocephale）-白亜紀、アメリカ、堅頭竜類[374]
- プレノケラトプス（Prenoceratops）-白亜紀、アメリカ、角竜類[14]
- フレンゲリサウルス（Frenguellisaurus）-三畳紀、アルゼンチン、獣脚類[464]
- プロア（英語版）（Proa）-白亜紀、スペイン、鳥脚類[478]
- プロケラトサウルス（Proceratosaurus）-ジュラ紀、イギリス、獣脚類[209]
- プロコンプソグナトゥス（Procompsognathus）-三畳紀、ドイツ、獣脚類[482]
- プロサウロロフス（Prosaurolophus）-白亜紀、アメリカ・カナダ、鳥脚類[483]
- プロターケオプテリクス（Protarchaeopteryx）-白亜紀、中国、獣脚類[484]
- プロタスリティス（Protathlitis）-白亜紀、スペイン、獣脚類
- プロデイノドン（英語版）（Prodeinodon）-白亜紀、中国・モンゴル、獣脚類[485]
- プロトアビス（Protoavis）-三畳紀、アメリカ、竜盤類
- プロトグナトサウルス（英語版）（Protognathosaurus）-ジュラ紀、中国、竜脚類[486]
- プロトケラトプス（Protoceratops）-白亜紀、モンゴル、角竜類[215]
- プロトハドロス（英語版）（Protohadros）-白亜紀、アメリカ、鳥脚類[486]
- プロトプテリクス（英語版）（Protopteryx）-白亜紀、中国、獣脚類（鳥群）[486]
- プロバクトロサウルス（Probactrosaurus）-白亜紀、中国、鳥脚類[487]
- プロパノプロサウルス（英語版）（Propanoplosaurus）-白亜紀、アメリカ、曲竜類[485]
- ブロヒサウルス（英語版）（Brohisaurus）-白亜紀、アメリカ、竜脚類[470]
- プロブラキロフォサウルス（英語版）（Probrachylophosaurus）-白亜紀、アメリカ、鳥脚類[472]
- ブロントサウルス（Brontosaurus）-ジュラ紀、アメリカ、竜脚類[488]
- ブロントメルス（英語版）（Brontomerus）-白亜紀、アメリカ、竜脚類[470]

## へ
- ヘイシャンサウルス（Heishansaurus）→ピナコサウルス
- ペイシャンサウルス（英語版）（Peishansaurus）-白亜紀、中国、鳥盤類[489]
- ベイシャンロン（Beishanlong）-白亜紀、中国、獣脚類[490]
- ベイピアオサウルス（Beipiaosaurus）-白亜紀、中国、獣脚類
- ベイベイロン (Beibeilong) -白亜紀、中国、獣脚類
- ヘーシン→ヘシン（英語版）
- ベグ-白亜紀、モンゴル、角竜類[34]
- ペゴマスタックス（Pegomastax）-ジュラ紀、南アフリカ、鳥脚類[489]
- ヘシン（英語版）（Hexing）-白亜紀、中国、獣脚類[491]
- ヘシンルサウルス（英語版）（Hexinlusaurus）-ジュラ紀、中国、新鳥盤類[491]
- ヘスペロサウルス（Hesperosaurus）-ジュラ紀、アメリカ、剣竜類[100]
- ヘスペロニクス（英語版）（Hesperonychus）-白亜紀、カナダ、獣脚類[278]
- ヘスペロルニトイデス（Hesperornithoides）-ジュラ紀、アメリカ、獣脚類
- ベタスクス（英語版） (Betasuchus) -白亜紀、獣脚類
- ベックレスピナクス（Becklespinax）-白亜紀、イギリス、獣脚類
- ヘテロドントサウルス（Heterodontosaurus）-三畳紀、南アフリカ、ヘテロドントサウルス形類[364]
- ペトゥロブラサウルス（Petrobrasaurus）-白亜紀、アルゼンチン、竜脚類[462]
- ペドペンナ（英語版）（Pedopenna）-ジュラ紀、中国、獣脚類[492]
- ベネノサウルス→ヴェネノサウルス
- ペネロポグナトゥス（英語版）（Penelopognathus）-白亜紀、モンゴル、鳥脚類[493]
- ヘプサウルス→シェブサウルス（英語版）
- ヘプタステオルニス（英語版）（Heptasteornis）-白亜紀、ルーマニア、獣脚類[494]
- ヘユアニア（英語版）（Heyuannia）-白亜紀、中国、獣脚類[252]
- ヘリオケラトプス（Helioceratops）-白亜紀、中国、角竜類[105]
- ベルサウルス（Bellusaurus）-ジュラ紀、中国、竜脚類[466]
- ベルタサウラ  (Berthasaura) -白亜紀、ブラジル、獣脚類
- ベルベロサウルス（英語版）（Berberosaurus）-三畳紀・白亜紀、モロッコ、獣脚類[495]
- ペレカニミムス（Pelecanimimus）-白亜紀、スペイン、獣脚類[440]
- ペレグリニーサウルス（英語版）（Pellegrinisaurus）-白亜紀、アルゼンチン、竜脚類[496]
- ヘレラサウルス（Herrerasaurus）-三畳紀、アルゼンチン、獣脚類[497]
- ベロキラプトル→ヴェロキラプトル
- ペロロサウルス（Pelorosaurus）-白亜紀、イギリス、竜脚類
- ペロロプリテス（Peloroplites）-白亜紀、アメリカ、曲竜類[174]
- ペンタケラトプス（Pentaceratops）-白亜紀、アメリカ、角竜類[240]

## ほ
- ポウェルヴェナトル（Powellvenator）-三畳紀、アルゼンチン、獣脚類
- ポエキロプレウロン（英語版）（Poekilopleuron）-ジュラ紀、フランス、獣脚類[498]
- ボーロン（英語版）（Bolong）-白亜紀、中国、鳥脚類[473]
- ポドケサウルス（英語版）(Podokesaurus）-ジュラ紀、アメリカ、獣脚類[239]
- ボトリオスポンディルス（英語版）（Bothriospondylus）-ジュラ紀、イギリス、竜脚類[499]
- ボナティタン（英語版）（Bonatitan）-白亜紀、アルゼンチン、竜脚類
- ボナパルテサウルス（Bonapartesaurus）-白亜紀、アルゼンチン、鳥脚類
- ボナパルテニクス（英語版）（Bonapartenykus）-白亜紀、アルゼンチン、獣脚類[500]
- ボニタサウラ（Bonitasaura）-白亜紀、アルゼンチン、竜脚類[501]
- ホプリトサウルス（英語版）（Hoplitosaurus）-白亜紀、アメリカ、曲竜類[458]
- ホマロケファレ（Homalocephale）-白亜紀、モンゴル、堅頭竜類
- ポラカントイデス (Polacanthoides) -白亜紀、曲竜類
- ポラカントゥス（Polacanthus）-白亜紀、イギリス、曲竜類[38]
- ポリオナクス（Polyonax）-白亜紀、アメリカ、角竜類
- ボルクヘイメリア→ヴォルクヘイメリア
- ボレアロペルタ（Borealopelta）-白亜紀、カナダ、曲竜類
- ボロゴヴィア（英語版）（Borogovia）-白亜紀、モンゴル、獣脚類
- ホンシャノサウルス（Hongshanosaurus）-白亜紀、中国、角竜類[502]

## ま
- マーショサウルス（英語版）（Marshosaurus）-ジュラ紀、アメリカ、獣脚類[503]
- マイアサウラ（Maiasaura）-白亜紀、アメリカ、鳥脚類[504]
- マイプ（Maip）-白亜紀、アルゼンチン、獣脚類[505]
- マカイラサウルス（英語版）（Machairasaurus）-白亜紀、中国、獣脚類[506]
- マカイロケラトプス（Machairoceratops）-白亜紀、アメリカ、角竜類
- マグナパウリア（Magnapaulia）-白亜紀、メキシコ、鳥脚類[507]
- マグナマヌス（英語版） (Magnamanus) -白亜紀、スペイン、鳥脚類
- マグニロストリス（Magnirostris）-白亜紀、中国、角竜類[508]
- マグノサウルス（英語版）（Magnosaurus）-ジュラ紀、イギリス、獣脚類[507]
- マクルロサウルス -竜脚類
- マクログリフォサウルス（英語版）（Macrogryphosaurus）-白亜紀、アルゼンチン、鳥脚類[506]
- マクロサウルス（英語版）（Macrosaurus）-白亜紀、イギリス、竜脚類[509]
- マクロファランギア（Macrophalangia）→キロステノテス
- マシアカサウルス（Masiakasaurus）-白亜紀、マダガスカル、獣脚類[419]
- マジャーロサウルス（Magyarosaurus） -白亜紀、ルーマニア、竜脚類[267]
- マシャカリサウルス（Maxakalisaurus）-白亜紀、ブラジル、竜脚類[157]
- マジュンガサウルス（Majungasaurus）-白亜紀、マダガスカル、獣脚類[510]
- マジュンガトルス（Majungatholus）→マジュンガサウルス
- マッソスポンディルス（Massospondylus）-ジュラ紀、南アフリカ・レソト・ジンバブエ、古竜脚類[511]
- マニデンス（英語版）（Manidens）-ジュラ紀、アルゼンチン、ヘテロドントサウルス形類[512]
- マノスポンディルス（Manospondylus）-遺失名→ティラノサウルス
- マハーカーラ（Mahakala）-白亜紀、モンゴル、獣脚類[513]
- マプサウルス（Mapusaurus）-白亜紀、アルゼンチン、獣脚類[187]
- マメンチサウルス（Mamenchisaurus）-ジュラ紀、中国、竜脚類[514]
- マラウィサウルス（Malawisaurus）-白亜紀、マラウイ、竜脚類
- マラルゲサウルス（英語版）（Malargesaurus）-白亜紀、アルゼンチン、竜脚類[515]
- マリサウルス（英語版）（Marisaurus）-白亜紀、パキスタン、竜脚類[503]
- マルショサウルス→マーショサウルス（英語版）
- マレエヴォサウルス（Maleevosaurus）→タルボサウルス
- マレエフス（英語版）（Maleevus）-白亜紀、モンゴル、曲竜類[516]
- マンチュロサウルス（Mandschurosaurus）-白亜紀、中国、鳥脚類
- マンテリサウルス（Mantellisaurus）-白亜紀、イギリス、鳥脚類[517]
- マンテロドン（英語版）（Mantellodon）-白亜紀、イギリス、鳥脚類[518]

## み
- ミグマニキオン (Migmanychion) -白亜紀、中国、獣脚類
- ミクロケラトゥス（Microceratus）-白亜紀、モンゴル、角竜類
- ミクロパキケファロサウルス（Micropachycephalosaurus）-白亜紀、中国、角竜類
- ミクロヴェナトル（英語版）（Microvenator）-白亜紀、アメリカ、獣脚類[519]
- ミクロコエルス（Microcoelus）-白亜紀、アルゼンチン、竜脚類[520]
- ミクロハドゥロサウルス（英語版）（Microhadrosaurus）-白亜紀、中国、鳥脚類[520]
- ミクロラプトル（Microraptor）-白亜紀、中国、獣脚類[353]
- ミニモカーソル（英語版） (Minimocursor) -ジュラ紀、タイ、鳥盤類
- ミノタウラサウルス（Minotaurasaurus）-白亜紀、中国、曲竜類
- 「ミフネリュウ」（"Mifuneryu"）-白亜紀、日本、獣脚類
- ミモオラペルタ（Mymoorapelta）-ジュラ紀、アメリカ、曲竜類[62]
- ミラガイア（Miragaia）-ジュラ紀、ポルトガル、剣竜類[340]
- ミリスキア（Mirischia）-白亜紀、ブラジル、獣脚類[457]
- ミンミ（Minmi）-白亜紀、オーストラリア、曲竜類[336]

## む
- ムイェレンサウルス（英語版）（Muyelensaurus）-白亜紀、アルゼンチン、竜脚類[521]
- 「むかわ竜」→カムイサウルス
- ムスサウルス（Mussaurus）-三畳紀、アルゼンチン、竜脚形類[5]
- ムッタブラサウルス（Muttaburrasaurus）-白亜紀、オーストラリア、鳥脚類[522]
- ムビレサウルス（英語版） (Mbiresaurus) -三畳紀、ジンバブエ、竜脚類
- ムルスラプトル（Murusraptor）-白亜紀、アルゼンチン、獣脚類[505]

## め
- メイ（Mei）-白亜紀、中国、獣脚類[281]
- メガプノサウルス（Megapnosaurus）-ジュラ紀、アメリカ・ジンバブエ・南アフリカ、獣脚類
- メガラプトル（Megaraptor）-白亜紀、アルゼンチン、獣脚類[8]
- メガロサウルス（Megalosaurus）-ジュラ紀、イギリス、獣脚類[400]
- メデューサケラトプス（Medusaceratops）-白亜紀、アメリカ、角竜類
- メトリアカントサウルス（Metriacanthosaurus）-ジュラ紀、イギリス、獣脚類
- メラクセス（Meraxes）-白亜紀、アルゼンチン、獣脚類[523]
- メラノロサウルス（Melanorosaurus）-三畳紀、南アフリカ、竜脚形類[77]
- メルクリケラトプス（Mercuriceratops）-白亜紀、アメリカ・カナダ、角竜類[236]
- メンドーササウルス（英語版）（Mendozasaurus）-白亜紀、アルゼンチン、竜脚類[524]

## も
- モアボサウルス (Moabosauru）-白亜紀、アメリカ、竜脚類
- モザイケラトプス（Mosaiceratops）-白亜紀、中国、角竜類[1]
- モジョケラトプス（Mojoceratops）-白亜紀、カナダ、角竜類[240]
- 「モシリュウ」-白亜紀、日本、竜脚類
- モノクロニウス（Monoclonius）-白亜紀、アメリカ、角竜類
- モノニクス（Mononykus）-白亜紀、モンゴル、獣脚類[300]
- モノロフォサウルス（Monolophosaurus）-ジュラ紀、中国、獣脚類[525]
- モロス（Moros）-白亜紀、アメリカ、獣脚類[526]
- モンコノサウルス（Monkonosaurus） -ジュラ紀、中国、剣竜類
- モンゴロステグス（Mongolostegus）-白亜紀、モンゴル、剣竜類
- モンゴロサウルス（英語版）（Mongolosaurus）-白亜紀、中国、竜脚類[527]
- モンタノケラトプス（Montanoceratops）-白亜紀、アメリカ、角竜類[528]

## や
- ヤヴェルランディア（Yaverlandia）-白亜紀、イギリス、堅頭竜類とされていたが現在は獣脚類と判明
- ヤキュリニクス (Jaculinykus) -白亜紀、モンゴル、獣脚類[438]
- ヤクサルトサウルス（英語版）（Jaxartosaurus）-白亜紀、カザフスタン、鳥脚類[292]
- ヤネンシア→ジャネンシア
- ヤノルニス（英語版）（Yanornis）-白亜紀、中国、獣脚類（鳥群）[529]
- ヤマケラトプス（Yamaceratops）-白亜紀、モンゴル、角竜類[530]
- ヤマトサウルス（Yamatosaurus）-白亜紀、日本、鳥盤類[481]
- ヤマナサウルス（Yamanasaurus）-白亜紀、エクアドル、竜脚類
- ヤンチュアノサウルス（Yangchuanosaurus）-ジュラ紀、中国、獣脚類[318]
- ヤンドゥサウルス（Yandusaurus）-ジュラ紀、中国、鳥脚類[531]

## ゆ
- ユアンモウサウルス（英語版）（Yuanmousaurus）-ジュラ紀、中国、竜脚類[532]
- ユアンモウラプトル（英語版）（Yuanmouraptor）-ジュラ紀、中国、獣脚類
- ユーストレプトスポンディルス→エウストレプトスポンディルス
- ユウティラヌス（Yutyrannus）-白亜紀、中国、獣脚類[127]
- ユーオプロケファルス→エウオプロケファルス
- ユーティオドン→ウテオドン
- ユーヘロプス→エウヘロプス
- ユーロン→ユロン
- ユエオサウルス（英語版）（Yueosaurus）-白亜紀、中国、鳥脚類[533]
- ユタケラトプス（Utahceratops）-白亜紀、アメリカ、角竜類
- ユタラプトル（Utahraptor）-白亜紀、アメリカ、獣脚類[19]
- ユナイサウルス→ウナイサウルス
- ユネスコケラトプス（Unescoceratops）-白亜紀、カナダ、角竜類[534]
- ユロン（Yulong）-白亜紀、中国、獣脚類[149]
- ユンガンロン（英語版）（Yunganglong）-白亜紀、中国、鳥脚類[533]
- ユンメンロン（英語版）（Yunmenglong）-白亜紀、中国、竜脚類[535]
- ユンナノサウルス（Yunnanosaurus）-三畳紀、中国、竜脚形類[305]

## よ
- ヨーロッパサウルス→エウロパサウルス
- ヨンジンロン (Yongjinglong) -白亜紀、中国、竜脚類

## ら
- ラーチャシーマサウルス（英語版）（Ratchasimasaurus）-白亜紀、タイ、鳥脚類[536]
- ライスロナックス→リトロナクス
- ライヤンゴサウルス（Laiyangosaurus）-白亜紀、中国、鳥脚類
- ラエヴィスクス（英語版）（Laevisuchus）-白亜紀、インド、獣脚類[537]
- ラエリナサウラ→レエリナサウラ
- ラオサウルス（英語版）（Laosaurus）-白亜紀、アメリカ、鳥脚類[538]
- ラキンタサウラ（Laquintasaura）-ジュラ紀、ベネズエラ、基盤的鳥盤類[124]もしくは基盤的装盾類
- ラジャサウルス（Rajasaurus）-白亜紀、インド、獣脚類[92]
- ラジャスヴェナトル (Lajasvenator) -白亜紀、アルゼンチン、獣脚類
- ラティリヌス（英語版）（Latirhinus）-白亜紀、メキシコ、鳥脚類[539]
- ラテニヴェナトリクス（Latenivenatrix）-白亜紀、アメリカ、獣脚類
- ラナサウルス（Lanasaurus）→ リコリヌス
- ラパトル（Rapator）-白亜紀、オーストラリア、獣脚類
- ラパレントサウルス（Lapparentosaurus）-ジュラ紀、マダガスカル、竜脚類[120]
- ラパンパサウルス（Lapampasaurus）-白亜紀、アルゼンチン、鳥脚類[538]
- ラヒオリサウルス（英語版）（Rahiolisaurus）-白亜紀、インド、獣脚類[540]
- ラブドドン（Rhabdodon）-白亜紀、フランス・スペイン・オーストリア・ハンガリー、鳥脚類[541]
- ラプトレックス（Raptorex）-白亜紀、中国またはモンゴル、獣脚類 [342]
- ラプラタサウルス（英語版）（Laplatasaurus）-白亜紀、アルゼンチン、竜脚類[538]
- ラブロサウルス（Labrosaurus）→アロサウルス
- ラペトサウルス（Rapetosaurus）-白亜紀、マダガスカル、竜脚類[54]
- ラボカニア（Labocania）-白亜紀、メキシコ、獣脚類[17]
- ラホナヴィス（Rahonavis）-白亜紀、マダガスカル、獣脚類（鳥群）[540]
- ラマケラトプス（Lamaceratops）-白亜紀、モンゴル、角竜類
- ラメタサウルス（英語版）（Lametasaurus）-白亜紀、インド、獣脚類[542]
- ラヨソサウルス（Rayososaurus）-白亜紀、アルゼンチン、竜脚類[543]
- ランジョウサウルス（Lanzhousaurus）-白亜紀、中国、鳥脚類[83]
- ランプルーサウラ（Lamplughsaura）-ジュラ紀、インド、竜脚形類[542]
- ランベオサウルス（Lambeosaurus）-白亜紀、アメリカ、鳥脚類[544]

## り
- リウバンゴサウルス（Liubangosaurus）-白亜紀、中国、竜脚類[545]
- リオハサウルス（Riojasaurus）-三畳紀、アルゼンチン、竜脚形類[73]
- リガブエイノ（Ligabueino）-白亜紀、アルゼンチン、獣脚類[546]
- リガブエサウルス（Ligabuesaurus）-白亜紀、アルゼンチン、竜脚類[547]
- リカルドエステシア（Richardoestesia）-白亜紀、アメリカ・カナダ、獣脚類[492]
- リコリヌス（Lycorhinus）-ジュラ紀、南アフリカ、鳥脚類[548]
- リチャードエステシア→リカルドエステシア
- リトロナクス（Lythronax）-白亜紀、アメリカ、獣脚類[450]
- リパロヴェナトル（Riparovenator）-白亜紀、イギリス、獣脚類[232]
- リマイサウルス（英語版）（Limaysaurus）-白亜紀、アルゼンチン、竜脚類[549]
- リムサウルス（Limusaurus）-ジュラ紀、中国、獣脚類[550]
- リャオケラトプス（Liaoceratops）-白亜紀、中国、角竜類[1]
- リャオニンゴサウルス（Liaoningosaurus）-白亜紀、中国、曲竜類[336]
- リライノサウルス（英語版）（Lirainosaurus）-白亜紀、スペイン、竜脚類[551]
- リリエンステルヌス（Liliensternus）-三畳紀、ドイツ、獣脚類[328]
- リンウーロン（Lingwulong）-白亜紀、中国、竜脚類
- リンコンサウルス（英語版）（Rinconsaurus）-白亜紀、アルゼンチン、竜脚類[552]
- リンチェニア（Rinchenia）-白亜紀、モンゴル、獣脚類[149]
- リンヘヴェナトル（英語版）（Linhevenator）-白亜紀、中国、獣脚類[553]
- リンヘニクス（Linhenykus）-白亜紀、中国、獣脚類[554]
- リンヘラプトル（Linheraptor）-白亜紀、中国、獣脚類

## る
- ルアンチュアンラプトル（英語版）（Luanchuanraptor）-白亜紀、中国、獣脚類[555]
- ルーコウサウルス（Lukousaurus）-ジュラ紀、中国、獣脚類、クルロタルシ類とする説あり。[555]→主竜様類と判明
- ルーフェンゴサウルス（Lufengosaurus）-三畳紀、中国、竜脚形類[556]
- ルーヤンゴサウルス（英語版）（Ruyangosaurus）-白亜紀、中国、竜脚類[557]
- ルエーレイア（Ruehleia）-三畳紀、ドイツ、古竜脚類[558]
- ルオヤンギア（Luoyanggia）-白亜紀、中国、獣脚類[555]
- ルカルカン（Llukalkan）-白亜紀、アルゼンチン、獣脚類[559]
- ルキアノサウルス（Lucianosaurus）-三畳紀、アメリカ、鳥盤類とされたがキノドン類との類似性により現在は不明の羊膜類
- ルキアノベナトル（Lucianovenator）-三畳紀、アルゼンチン、獣脚類
- ルゴプス（Rugops）-白亜紀、ニジェール、獣脚類[330]
- ルシタノサウルス（Lusitanosaurus）-ジュラ紀、ポルトガル、装盾類[560]
- ルソティタン（Lusotitan）-ジュラ紀、ポルトガル、竜脚類[41]
- ルベオサウルス（Rubeosaurus）-白亜紀、アメリカ、角竜類[561]
- ルルドゥサウルス（Lurdusaurus）-白亜紀、ニジェール、鳥脚類[560]

## れ
- レイェサウルス（英語版）（Leyesaurus）-ジュラ紀、アルゼンチン、古竜脚類[562]
- レヴェルトラプトル（Revueltoraptor）-三畳紀、アメリカ、獣脚類
- レヴネソヴィア（Levnesovia）-白亜紀、ウズベキスタン、鳥脚類[563]
- レエリナサウラ（Leaellynasaura）-白亜紀、オーストラリア、鳥脚類[480]
- レオネラサウルス（英語版）（Leonerasaurus）-ジュラ紀、アルゼンチン、古竜脚類[564]
- レガリケラトプス（Regaliceratops）-白亜紀、カナダ、角竜類[367]
- レクソヴィサウルス（Lexovisaurus）-ジュラ紀、イギリス、剣竜類[384]
- レグノサウルス（英語版）（Regnosaurus）-白亜紀、イギリス、剣竜類[565]
- レソトサウルス（Lesothosaurus）-ジュラ紀、レソト、鳥盤類[563]
- レッセムサウルス（Lessemsaurus）-三畳紀、アルゼンチン、竜脚形類[73]
- レッバキサウルス（Rebbachisaurus）-白亜紀、モロッコ、竜脚類[543]
- レプトケラトプス（Leptoceratops）-白亜紀、アメリカ、角竜類[566]
- レプトリンコス（Leptorhynchos）-白亜紀、アメリカ・カナダ、獣脚類

## ろ
- ロウリンニャサウルス→ロウリンハサウルス
- ロウリンニャノサウルス→ロウリンハノサウルス
- ロウリンハサウルス（Lourinhasaurus）-ジュラ紀、ポルトガル、竜脚類[311]
- ロウリンハノサウルス（Lourinhanosaurus）-ジュラ紀、ポルトガル、獣脚類[567]
- ロエトサウルス（Rhoetosaurus）-ジュラ紀、オーストラリア、竜脚類[103]
- ローシャンサウルス（英語版）（Leshansaurus）-ジュラ紀、中国、獣脚類[568]
- ロカサウルス（Rocasaurus）-白亜紀、アルゼンチン、竜脚類[558]
- ロシリャサウルス（Losillasaurus）-ジュラ紀、スペイン、竜脚類[388]
- ロフォストゥロフェウス（英語版）（Lophostropheus）-三畳紀・ジュラ紀、フランス、獣脚類[569]
- ロフォロトン（英語版）（Lophorhothon）-白亜紀、アメリカ、鳥脚類[569]
- ロリカトサウルス（Loricatosaurus）-ジュラ紀、イギリス.フランス、剣竜類
- ロンギプテリクス（英語版）（Longipteryx）-白亜紀、中国、獣脚類（鳥群）[551]
- ロンコサウルス（英語版）（Loncosaurus）-白亜紀、南アメリカ、鳥脚類

## わ
- ワキノサウルス（Wakinosaurus）-白亜紀、日本、獣脚類
- ワドゥハルスティア→ヒプセロスピヌス（英語版）のジュニアシノニム
- ワルゲットスクス （Walgettosuchus） -白亜紀、オーストラリア、獣脚類
- ワルケリア（Wlkeria）-先取された名前→アルワルケリア
- ワルケルサウルス→ドゥリアヴェナトル（英語版）と同一種
- ワムウェラカウディア（英語版）（Wamweracaudia）-ジュラ紀、タンザニア、竜脚類
- ワンゴニサウルス→ギラッファティタンと同一種
- ワンナノサウルス（Wannanosaurus）-白亜紀、中国、堅頭竜類[247]

## ん
- ングウェヴ  (Ngwevu) -ジュラ紀、南アフリカ、竜脚形類
- ンクウェバサウルス（Nqwebasaurus）-白亜紀、南アフリカ、獣脚類[570]
- ンテレゴサウルス→ジャネンシアと同一種